# Breña Baja
La villa de Breña Baja es un municipio español situado al este de la isla de La Palma, en la provincia de Santa Cruz de Tenerife, comunidad autónoma de Canarias. Tiene una extensión de 14,20 km² y una población de 6112 habitantes (INE 2024).
Intengrante de la comarca de Las Breñas y del área urbana de Santa Cruz de La Palma, el término municipal se extiende desde la crestería de la dorsal de Cumbre Vieja hasta el océano Atlántico. Su capital municipal es la localidad de San José, y San Antonio su entidad más habitada. En la costa se encuentra Los Cancajos, uno de los principales centros turísticos de La Palma. El resto de barrios del municipio son El Fuerte, Las Ledas, La Montaña, La Polvacera y El Socorro.
El 5 de abril de 1936, la corporación municipal aprobó homenajear a las madres cada tercer domingo de mayo, convirtiéndose en el primer municipio español en celebrar esta fiesta propulsada originalmente por Anna Jarvis en Filadelfia (Estados Unidos) e importada desde La Habana (Cuba) por el concejal y poeta Félix Duarte Pérez. Por esta conmemoración hacia las madres, el Ministerio de la Gobernación otorgó el título de «Muy Noble y Honorable Villa de Breña Baja» el 29 de julio de 1947.

## Toponimia
La Breña es la denominación propia del territorio donde se localiza el término municipal, y hace referencia al terreno poblado de maleza cubierto por materiales volcánicos recientes procedentes de la Cumbre Vieja y de otras erupciones en la ladera. El gentilicio popular para los naturales de Breña Baja y de Breña Alta es breñusco, -a.

## Símbolos
El 26 de mayo de 1995 el Gobierno de Canarias aprobó el escudo heráldico y la bandera del Ayuntamiento de Breña Baja. El escudo se blasona de la siguiente manera:

I.- En campo azur, monte en su color natural.
II.- Cortado en el cuartel superior, en campo de gules rosa de plata. En el inferior, en campo de plata rosa de gules.
III.- En campo de oro, castillo de gules, donjonado y mazonado, sobre ondas de plata y azur.
IV.- En campo de sinople, sierra de oro.
Al Timbre, Corona Real Cerrada.
Boletín Oficial de Canarias 1995/084 de 05 de julio de 1995

El primer cuartel representa las cumbres del municipio, en particular el Monte de la Breña y el Pico Birigoyo. En el segundo cuartel, las rosas simbolizan la Festividad de las Madres y el hecho de que este municipio fue el primero de España que instituyó como fiesta oficial y perpetua el Día de la Madre en 1934. El tercer cuartel hace referencia al castillo de San Carlos, construido en 1568 y hoy desaparecido. La sierra alude a San José, patrón del municipio, así como al trabajo y esfuerzo de sus habitantes. Rodeando el escudo, ramas de laurel.
La descripción textual de la bandera es la siguiente:

Tres franjas verticales, de igual anchura. Verde a la derecha, amarillo la central y azul a batiente. El escudo, en la franja central.
Boletín Oficial de Canarias 1995/084 de 05 de julio de 1995

El verde simboliza la fuerza creadora de la tierra y su fertilidad, el amarillo alude a la generosidad y laboriosidad de la zona de medianías, y el azul hace mención a la altura y la profundidad, al cielo y al mar.

## Geografía

Término municipal con respecto a la isla de La Palma

Con sus 14,20 km² de superficie, Breña Baja es el segundo municipio de menor extensión de La Palma, ocupando aproximadamente el 2,10 % de la isla. Situado en la vertiente oriental del eje estructural de La Cumbre (nueva y vieja), el término tiene forma de rectángulo irregular de 10 km de ancho, con su lado más corto en la línea de cumbre con una longitud aproximada de 1 km, ensanchándose por debajo de los 400 m s. n. m. hasta alcanzar una anchura en la costa de casi 4 km.

Los límites administrativos del municipio son arbitrarios y generalmente sigue la línea de diversos caminos. Linda al norte con el municipio de Breña Alta por el antiguo camino de herradura entre la capital y el Valle de Aridane, al sur con Villa de Mazo, al oeste con El Paso por la línea de cumbre y al este con el océano Atlántico. Su altitud máxima es de 1800 m sobre el nivel del mar y su longitud de costa es de 7,28 km. Se encuentra a 7 km de Santa Cruz de La Palma y la altitud de su capital municipal (San José) es de unos 300 m.
|                | Norte: Breña Alta  |                        |
| Oeste: El Paso |                    | Este: Océano Atlántico |
|                | Sur: Villa de Mazo |                        |

El nombre de breña describe los rasgos básicos de un terreno generado por mantos lávicos de carácter reciente. Predominan así las formas estructurales poco alteradas por la erosión, con edificios volcánicos que presentan, por lo general, sus características originales. Los puntos más altos se encuentran en la dorsal de cumbre vieja, en los picos Birigoyo y La Barquita, rebasando los 1800 m s. n. m. Estos conos de piroclastos, situados en el sector de unión con la Cumbre Nueva, son montañas peladas que carecen de vegetación. A medida que se desciende la ladera aparecen otros conos como las montañas de La Venta y del Tomillar, cubiertas por el pinar. Destaca también el Salto de la Quebrada, cono sepultado por corrientes lávicas posteriores que aparece en el paisaje como una cuchillada de color oscuro.

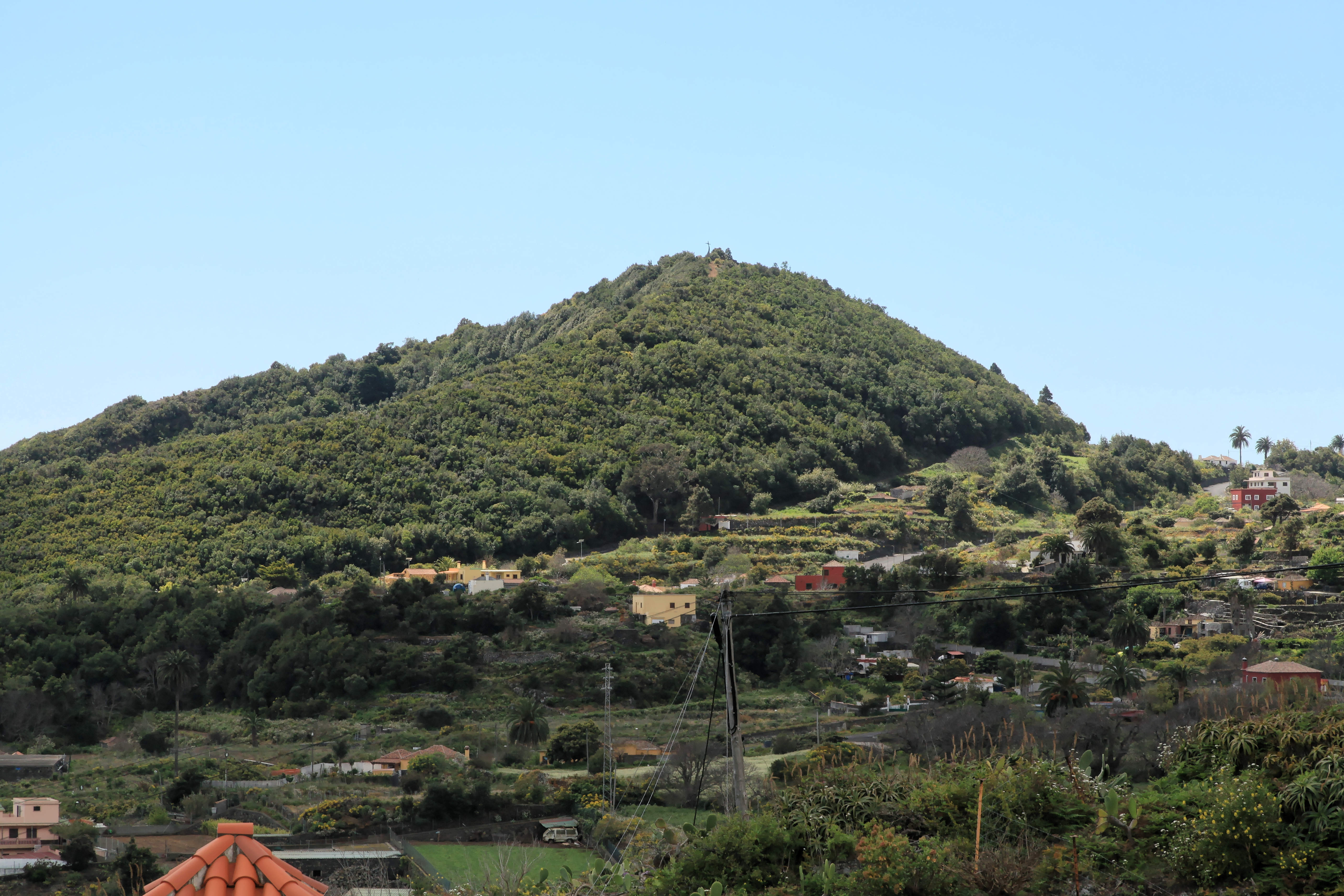
Montaña de La Breña

La montaña de La Pavona, escalonada por terrazas de cultivo, marca el comienzo de la zona de medianías. En los altos de esta zona se localizan, separados por el barranco de Amargavinos, los barrios de Las Ledas y La Montaña, llamado así este último por la destacada Montaña de La Breña, de 564 m de altitud y en cuya cima puede divisarse una amplia panorámica de toda la comarca. La parte baja de las medianías, en torno a los 300 m de altitud, acoge a San José, cabecera del término municipal. En el entorno donde se encuentra el Parador Nacional de la isla se localiza el grupo de volcanes de El Zumacal, rodeados por caletones y morros generados por los ríos de lava recientes.
Desde este punto la pendiente aumenta de forma clara, dando lugar a la zona de La Costa. A 200 m de altitud aparecen, de norte a sur, las localidades de El Socorro, San Antonio y La Polvacera. Toda esta zona de malpaís se ha transformado en terreno de cultivo de regadío. La costa propiamente dicha del municipio consiste en una plataforma baja y rocosa, con algunas calas, generada por la acumulación de la lava bajo el antiguo acantilado. En el límite con Breña Alta se encuentra el tramo de El Fuerte. La zona más amplia acoge a la localidad y playa de Los Cancajos, urbanizada para el uso turístico. Al sur de esta localidad la ladera es casi continua hasta la Caleta del Palo, con un tramo costero construido artificialmente para ampliar la pista del Aeropuerto de La Palma, en el límite con Villa de Mazo.

### Hidrografía
El barranquillo situado en el Salto de la Quebrada constituye la cabecera del Barranco de Amargavinos, el único de cierta entidad que se desarrolla íntegramente en el término municipal. Situado en el centro de Breña Baja, atraviesa los núcleos de San José y San Antonio, desembocando en la playa de Los Cancajos. Su cauce apenas se ha excavado y solo lleva agua en el caso de lluvias torrenciales. En la riada de 1957 su desbordamiento causó graves daños humanos y materiales. Con una red de drenaje de pequeñas barranqueras apenas desarrollada debido a la juventud de su suelo, el otro barranco importante de Breña Baja es el del Socorro, procedente de Breña Alta, en cuyo final se sitúa la playa de Los Guinchos.
Breña Baja carece de manantiales, habiéndose excavado algunas galerías y pozos. Su demanda urbana y agrícola de agua queda cubierta por los canales LP-I (Barlovento-Fuencaliente) y LP-III (intermunicipal), que la transportan procedente de otros municipios.

### Clima
La situación geográfica del municipio (a barlovento de los vientos alisios) y su elevada pendiente condiciona de forma notable el clima de Breña Baja. De acuerdo con la clasificación climática de Koppen, el clima es semiárido cálido (BSh) en las zonas costeras, mediterráneo (Csa) en las zonas de altitud media del municipio, cercanas a la costa, y oceánico mediterráneo (Csb) en el interior del municipio (zonas de altitud media-alta).
El mar de nubes que queda estancado en las laderas de más de 2000 m de altitud facilita el aporte de humedad, ya sea en forma de condensación captada por las especies vegetales de la zona o de las lluvias, que se concentran entre los meses de octubre y marzo y cuyos acumulados varían con la altitud. Así, en la costa y cumbres del municipio suelen registrarse menos de 300 mm de precipitación acumulada en un año, que contrastan con los casi 400 de las medianías, más próximos a la media insular. Las precipitaciones más copiosas y esporádicas son sin embargo las procedentes del oeste, que suelen venir acompañadas de vientos que al descender por la cumbre generan perjuicios a los cultivos. La oscilación térmica del municipio queda moderada por el manto de nubes y la proximidad al mar. Salvo excepciones, en el verano las temperaturas suelen sobrepasar los 20 °C, mientras que invierno no bajan de los 15 °C.
La siguiente tabla muestra los valores climatológicos del observatorio del Aeropuerto de La Palma (situado en la costa de Breña Baja) en el periodo 1981-2010 (incluyendo las temperaturas extremas), por lo que solo es representativo de las zonas costeras del municipio.
| Parámetros climáticos promedio de Observatorio del aeropuerto de La Palma (33 m s. n. m.), Breña Baja (periodo de referencia: 1991-2020, extremos: 1970-presente) | Parámetros climáticos promedio de Observatorio del aeropuerto de La Palma (33 m s. n. m.), Breña Baja (periodo de referencia: 1991-2020, extremos: 1970-presente) | Parámetros climáticos promedio de Observatorio del aeropuerto de La Palma (33 m s. n. m.), Breña Baja (periodo de referencia: 1991-2020, extremos: 1970-presente) | Parámetros climáticos promedio de Observatorio del aeropuerto de La Palma (33 m s. n. m.), Breña Baja (periodo de referencia: 1991-2020, extremos: 1970-presente) | Parámetros climáticos promedio de Observatorio del aeropuerto de La Palma (33 m s. n. m.), Breña Baja (periodo de referencia: 1991-2020, extremos: 1970-presente) | Parámetros climáticos promedio de Observatorio del aeropuerto de La Palma (33 m s. n. m.), Breña Baja (periodo de referencia: 1991-2020, extremos: 1970-presente) | Parámetros climáticos promedio de Observatorio del aeropuerto de La Palma (33 m s. n. m.), Breña Baja (periodo de referencia: 1991-2020, extremos: 1970-presente) | Parámetros climáticos promedio de Observatorio del aeropuerto de La Palma (33 m s. n. m.), Breña Baja (periodo de referencia: 1991-2020, extremos: 1970-presente) | Parámetros climáticos promedio de Observatorio del aeropuerto de La Palma (33 m s. n. m.), Breña Baja (periodo de referencia: 1991-2020, extremos: 1970-presente) | Parámetros climáticos promedio de Observatorio del aeropuerto de La Palma (33 m s. n. m.), Breña Baja (periodo de referencia: 1991-2020, extremos: 1970-presente) | Parámetros climáticos promedio de Observatorio del aeropuerto de La Palma (33 m s. n. m.), Breña Baja (periodo de referencia: 1991-2020, extremos: 1970-presente) | Parámetros climáticos promedio de Observatorio del aeropuerto de La Palma (33 m s. n. m.), Breña Baja (periodo de referencia: 1991-2020, extremos: 1970-presente) | Parámetros climáticos promedio de Observatorio del aeropuerto de La Palma (33 m s. n. m.), Breña Baja (periodo de referencia: 1991-2020, extremos: 1970-presente) | Parámetros climáticos promedio de Observatorio del aeropuerto de La Palma (33 m s. n. m.), Breña Baja (periodo de referencia: 1991-2020, extremos: 1970-presente) |
| Mes | Ene. | Feb. | Mar. | Abr. | May. | Jun. | Jul. | Ago. | Sep. | Oct. | Nov. | Dic. | Anual |
| --- | --- | --- | --- | --- | --- | --- | --- | --- | --- | --- | --- | --- | --- |
| Temp. máx. abs. (°C) | 27.6 | 31.0 | 34.2 | 36.6 | 32.4 | 29.4 | 38.4 | 38.0 | 36.8 | 34.4 | 31.6 | 29.0 | 38.4 |
| Temp. máx. media (°C) | 20.9 | 20.9 | 21.3 | 21.9 | 22.9 | 24.3 | 25.6 | 26.6 | 26.7 | 25.7 | 23.7 | 22.1 | 23.5 |
| Temp. media (°C) | 18.3 | 18.2 | 18.5 | 19.2 | 20.3 | 21.9 | 23.2 | 24.1 | 24.1 | 23.1 | 21.1 | 19.5 | 20.9 |
| Temp. mín. media (°C) | 15.6 | 15.4 | 15.7 | 16.4 | 17.6 | 19.3 | 20.8 | 21.7 | 21.5 | 20.3 | 18.4 | 16.9 | 18.2 |
| Temp. mín. abs. (°C) | 9.4 | 10.9 | 10.2 | 10.0 | 11.0 | 15.2 | 14.9 | 16.7 | 16.4 | 15.3 | 10.0 | 10.0 | 9.4 |
| Precipitación total (mm) | 38.8 | 51.5 | 24.6 | 17.5 | 4.4 | 2.4 | 1.0 | 1.9 | 11.9 | 42.8 | 56.5 | 74.9 | 326.4 |
| Días de precipitaciones (≥ 1 mm) | 5.0 | 4.2 | 3.3 | 2.7 | 0.9 | 0.6 | 0.2 | 0.4 | 1.8 | 4.8 | 6.6 | 7.5 | 37.9 |
| Horas de sol | 146 | 147 | 183 | 180 | 195 | 204 | 236 | 223 | 186 | 174 | 138 | 140 | 2192 |
| Humedad relativa (%) | 68 | 69 | 70 | 70 | 70 | 72 | 73 | 73 | 73 | 71 | 70 | 69 | 71 |
| Fuente: Agencia Estatal de Meteorología | | | | | | | | | | | | | |

### Naturaleza

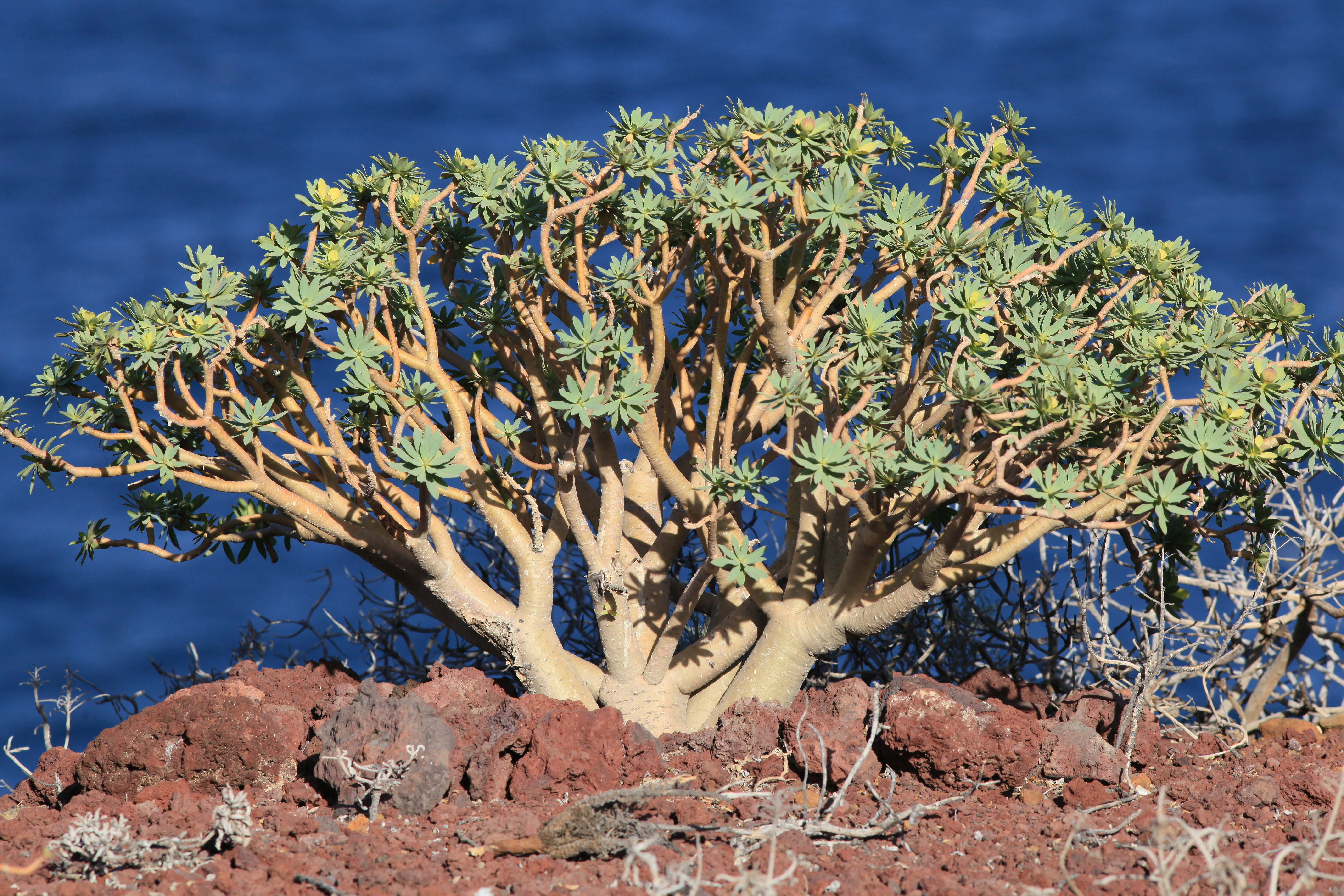
Tabaiba dulce en la costa de Breña Baja

Debido a los distintos pisos bioclimáticos existentes en el municipio, en Breña Baja pueden encontrarse cuatro de los cinco ecosistemas terrestres de la isla. Las áreas bajas están ocupadas por el matorral xerófilo de costa, con distintas expresiones del cardonal palmero (tabaibal dulce, tabaibal amargo, cardonal, etc.). En la zona de medianías aparecen especies propias del bosque termófilo, muy alterado por la antropización, pero que aún conserva reductos donde está muy bien representado, entre otras, por la sabina, el granadillo y el peralillo. Hay dos conjuntos importantes de dragos que destacan por su tamaño, belleza y su muy buen estado de conservación pese a sus más de trescientos años de edad. El primero está situado en la cuesta de San José, entre este barrio y San Antonio, mientras que el segundo son los dragos del Tonolero en el Zumacal, entre San Antonio y El Socorro. También hay varios palmerales, destacándose el de los volcanes del Zumacal por su número y belleza. En el espacio afectado por el mar de nubes se desarrolla el monteverde, formación forestal que incluye el fayal-brezal en los lugares donde la influencia de las nieblas es menor y la laurisilva en las áreas más húmedas. Por encima de éste se sitúa el pinar, mostrando una determinada transición con el monteverde según la orientación de las laderas de los barrancos dispuestos perpendicularmente al soplo del alisio. En el conjunto de todos espacios, destacan como especies de flora endémica palmera los bejeques, cardoncillos, violetas o pensamientos de la cumbre, varias especies de tajinaste, tagasaste, etc.

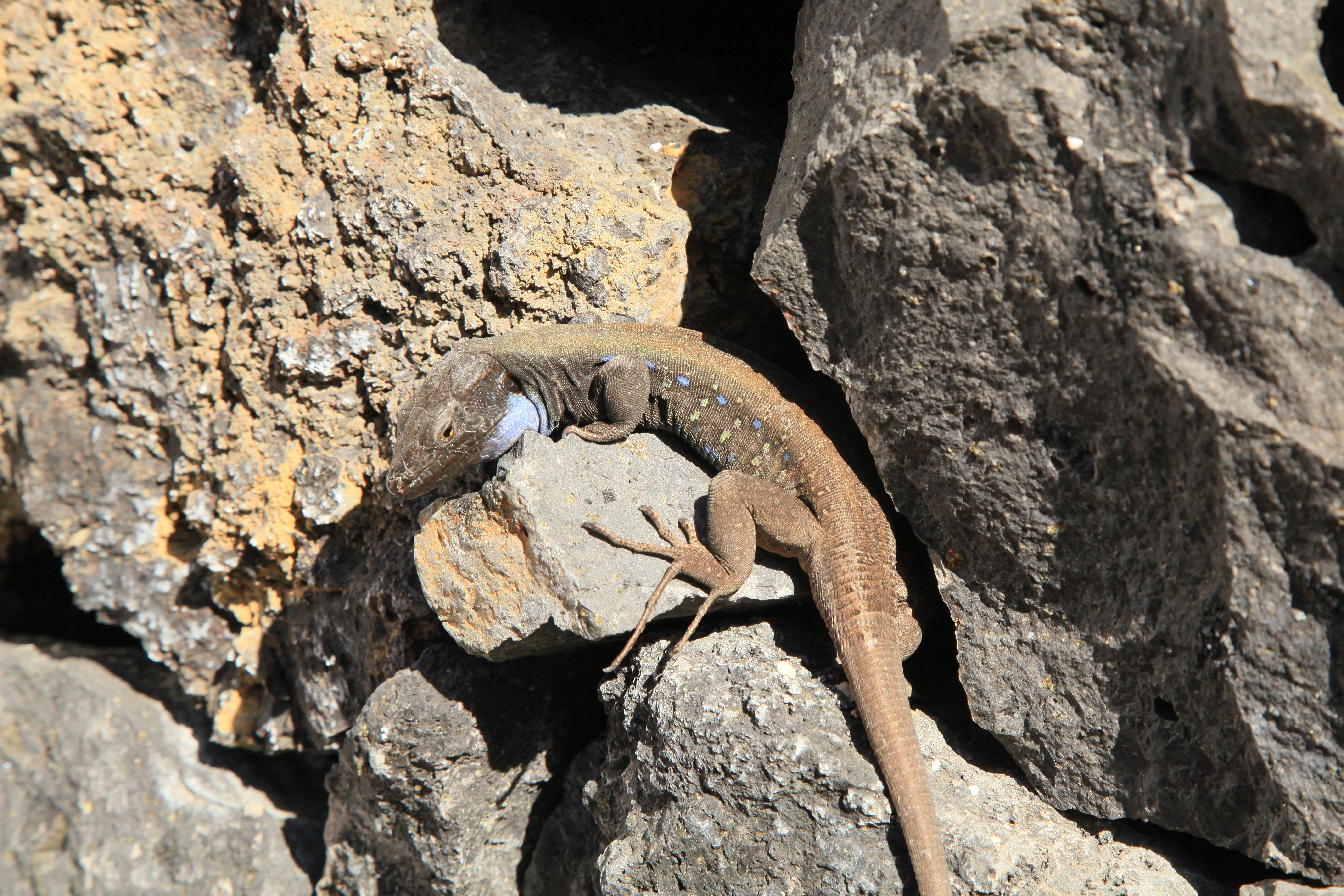
Lagarto tizón en Los Cancajos

La fauna invertebrada es muy rica, generalmente poco vistosa y cavernícola, destacando los escarabajos, las abejas, las mantis, las libélulas, las mariposas, etc. Los murciélagos son los únicos mamíferos endémicos de la zona, cuyos principales representantes son el de Madeira y el orejudo canario. Además de la graja, entre las aves rapaces se encuentran la aguililla, el cernícalo, el gavilán, el búho chico o coruja y la lechuza común. Pájaros de menor tamaño son el canario, el pardillo, las currucas (cabecinegra, capirotada y tomillera), el mosquitero canario y el más escaso jilguero. El pinzón, el herrerillo, el petirrojo, el mirlo y el reyezuelo habitan la zona de monteverde, dónde se localizan también las dos especies de palomas de la laurisilva: la rabiche y la turqué. Entre las aves marinas más significativas se encuentran la pardela pichoneta, la pardela cenicienta, la gaviota patiamarilla, el paíño común o el petrel de Bulwer. El lagarto tizón de La Palma es endémico de la isla, y comparte espacio entre los reptiles junto a la salamanca o perenquén.

### Áreas protegidas
El parque natural de Cumbre Vieja, perteneciente a la red canaria de Espacios Naturales Protegidos, ocupa la zona de cumbre del municipio. El espacio forman parte de la Red Natura 2000, que además incluye las siguientes Zonas de Especial Conservación en Breña Baja:
- Breña Alta.
- Montaña de la Breña.

La ZEPA Cumbres y acantilados del norte de La Palma cubre también la zona de cumbres del municipio, que además están englobadas también dentro de la zona periférica de protección del Parque Nacional de la Caldera de Taburiente. Junto con el resto de la isla es Reserva de la Biosfera.

## Historia

### Etapa benahoarita: antes delsigloXVI
Como en el resto de la isla, los aborígenes benahoaritas fueron los primeros pobladores del actual territorio de Breña Alta. Procedentes probablemente del continente africano, arribaron a la isla a mediados del primer milenio a. C. y se establecieron principalmente en lugares con agua abundante y pastos para el ganado de trashumancia, basado en la cría de cabras, ovejas y cerdos.Los asentamientos aborígenes más antiguos se localizan en las zonas bajas (Barranco del Humo, Los Guinchos, Los Cancajos), en cuevas naturales localizadas en la desembocadura de los barrancos y en la base de los acantilados. En concreto, optaron por las cuevas situadas en las laderas de solana orientadas hacia el sureste, lo que les proporcionaba una buena cantidad de luz y calor durante el día, y su altura interna no superaba los tres metros, lo que las hacía cómodas para vivir. Para los enterramientos, los aborígenes elegían las cuevas más inaccesibles como sepulcros. Los cadáveres se introducían en las tumbas acompañados de ajuar funerario, como cerámica y otros objetos utilizados en vida. En las laderas del barranco de Pata, se hallaron varias cuevas utilizadas por los benahoaritas tanto como viviendas como para enterramientos.
La costa se convirtió en una zona de preferente explotación por los benahoaritas, quienes aprovecharon recursos naturales como lapas, burgados, púrpura y ostrón. El acceso a las zonas de bosque termófilo y cumbre se produjo en los momentos cercanos a la conquista. En aquellos lugares donde las cuevas eran escasas se comenzaron a construir cabañas.
En tiempos de la conquista, la actual Breña Baja se repartía entre el cantón de Tedote y el de Tigalate. El límite entre ambos correspondería al barranco de Amargavinos. Según Abreu Galindo, Tedote en lengua palmera significaba monte, lo que explica la interpretación castellana de Breña, que hace referencia a un terreno agrietado y cubierto de maleza. Desde mediados del siglo XIV y a lo largo de todo el siglo XV hubo un período de contactos, progresivamente más frecuentes, entre las poblaciones aborígenes del archipiélago y los navegantes europeos inmersos en la primera expansión ultramarina. Tedote estaba gobernado por los hermanos Tinisagua, Ventacayce y Agacensio, este último murió arrastrado por la corriente del barranco que lleva su nombre, límite entre Breña Alta y Breña Baja. El cantón de Tedote no opuso resistencia a las tropas castellanas del Adelantado Alonso Fernández de Lugo en 1492.

### Antiguo Régimen: siglosxviaxviii

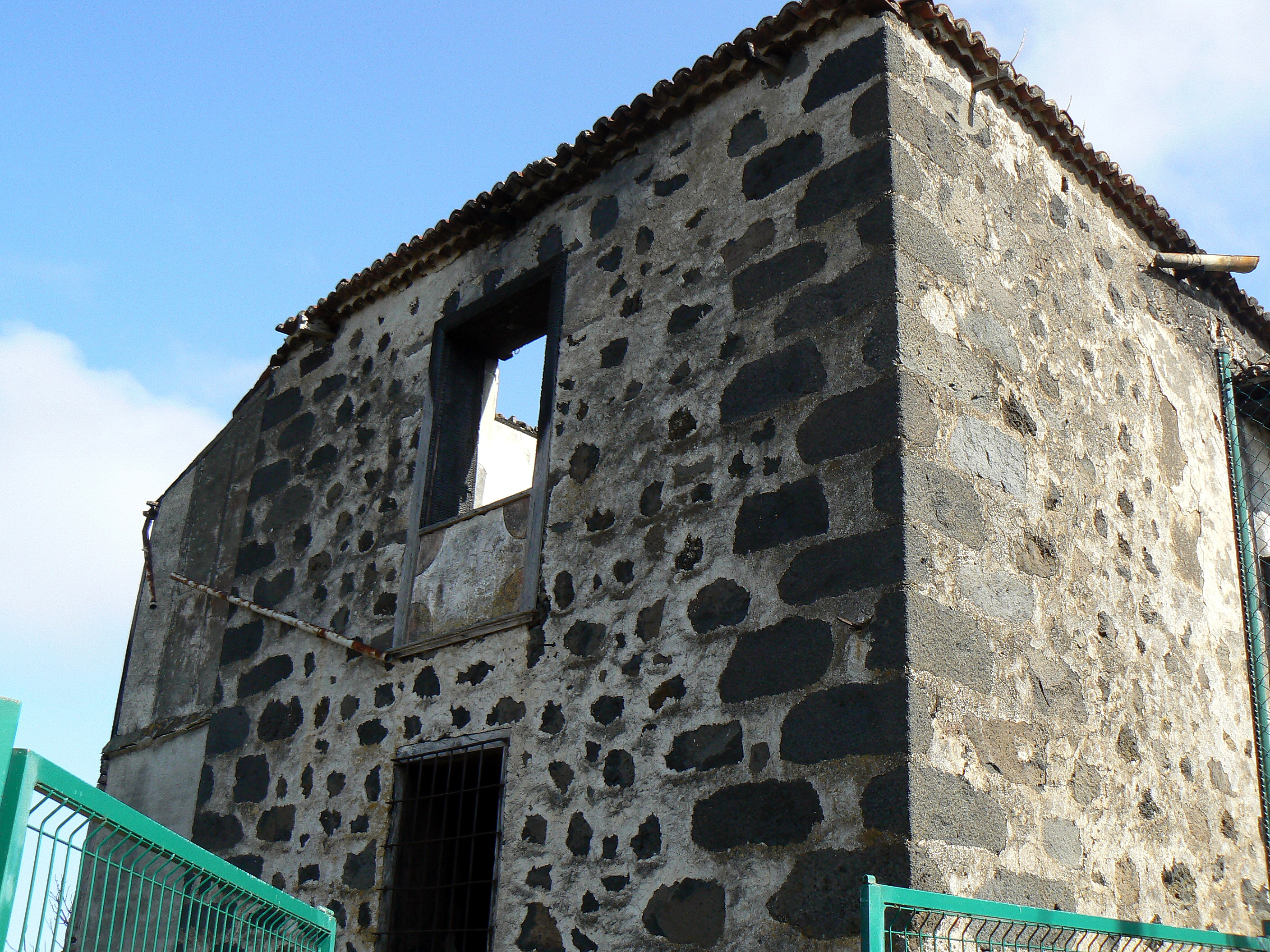
Casa Fierro Torres y Santa Cruz

Finalizada la conquista, Fernández de Lugo distribuyó tierras y aguas entre conquistadores y colonos que, atendiendo a la naturaleza volcánica del terreno y a su vegetación, dieron al lugar el nombre de La Breña. El colonato europeo era en su mayor parte de origen lusitano, judíos que huían de la persecución de la inquisición y hallaron refugio en la isla. Mercaderes flamencos y castellanos se unían también a la colonización de la isla, siendo La Breña una de las zonas preferidas para su establecimiento. 
La exportación de vinos a las colonias americanas, especialmente el de malvasía, representaba la principal riqueza de La Palma, de tal manera que vino a ser la mayor escala de Indias y de todas estas islas. Desde principios del siglo xvi, La Breña se consolidó como la principal zona vinícola de la isla, debido a la idoneidad de sus tierras pedregosas y con escasez de agua para este tipo de cultivo.

Los mejores vinos de La Palma se crían en un cantón llamado Breña que produce todos los años mil doscientos barriles de malvasía; y es de la misma fertilidad en frutas y granos
Thomas Nichols (1560)

La riqueza vitícola influyó en la estructura de la propiedad, generando la formación de grandes hacendados residentes en la ciudad. La nobleza de La Palma se consolidó como un grupo social cerrado, caracterizado por la existencia de relaciones de parentesco y la protección de sus intereses económicos. La aristocracia local utilizó instituciones como el mayorazgo, un sistema de herencia que garantizaba que los bienes no se dividieran, para mantener su poder. En La Breña, se encontraban algunas de las propiedades de los mayorazgos más ricos de la isla. El núcleo de San Antonio surgió alrededor de una hacienda vinícola fundada a principios del siglo XVII por el presbítero Pedro Escudero de Sigura, quien también fundó la ermita dentro de su propiedad. Los comerciantes flamencos dejaron su huella en la toponimia de la zona, como es el caso del nombre Vandama, ubicado en la zona de El Cantillo.
Por su parte, la mayoría de la población de La Breña eran labradores que trabajaban en régimen de arriendo o medianería, la mayoría no tenía la propiedad de las tierras que cultivaban, limitándose a poseer pequeñas parcelas. Vivían en simples viviendas ubicadas en viñas propias o arrendadas, construidas con piedra seca y techadas con paja, y el suelo estaba formado por bosta de buey compactada. Las casas eran habitadas por familias extensas, debido a la economía agrícola de la zona que requería de una gran mano de obra. La dura situación económica y social del campesinado, exacerbada por las malas cosechas, la sequía y la crisis comercial del siglo XVII, llevó a muchos jóvenes a emigrar a América, en busca de mejores oportunidades. Los indianos, como se conocía a estos emigrantes que lograron prosperar en las colonias, contribuyeron al desarrollo de la isla al enviar remesas y productos como tabaco y cacao, utilizadas también para financiar empresas artísticas reflejadas en el patrimonio eclesiástico de La Palma.
En 1695 una avenida de agua del barranco de Aguacensio destruyó cinco casas y las viñas circundantes, arrasando a su paso la Ermita de Nuestra Señora del Socorro, cuyo primer emplazamiento se encontraba en el área conocida como "pata del barranco de Aguacensio", en la jurisdicción de Breña Alta. Carlos III, en sus órdenes de protección y en consideración a lo atrayente de la zona, instó la construcción de un fuerte, en el lugar donde existió otra batería destruida por el aluvión de 1695, el Castillo de San Carlos.

#### Partición de Las Breñas
Desde principios del siglo XVI, se estableció una distinción clara entre La Breña de Arriba y La Breña de Abajo. Ambas zonas formaban una única jurisdicción, gobernada por un alcalde pedáneo designado por el Cabildo Insular. No obstante, en respuesta a la solicitud de los vecinos de Breña Baja, la Justicia de la isla resolvió la división en dos localidades separadas.

Más allá del Mocanal están dos Breñas de piedra como bizcocho, Ia de Arriba y la de Abajo, donde hay tantas viñas, que dan de diezmo cada año más de 1.500 botas de buen vino, el mejor de toda la isla; también da trigo, granados, cardos y otras frutas. En la Breña de Abajo está la parroquia de S. José y en la de Arriba la de S. Pedro.
Gaspar Frutuoso. Saudades da Terra. Libro I (1590)

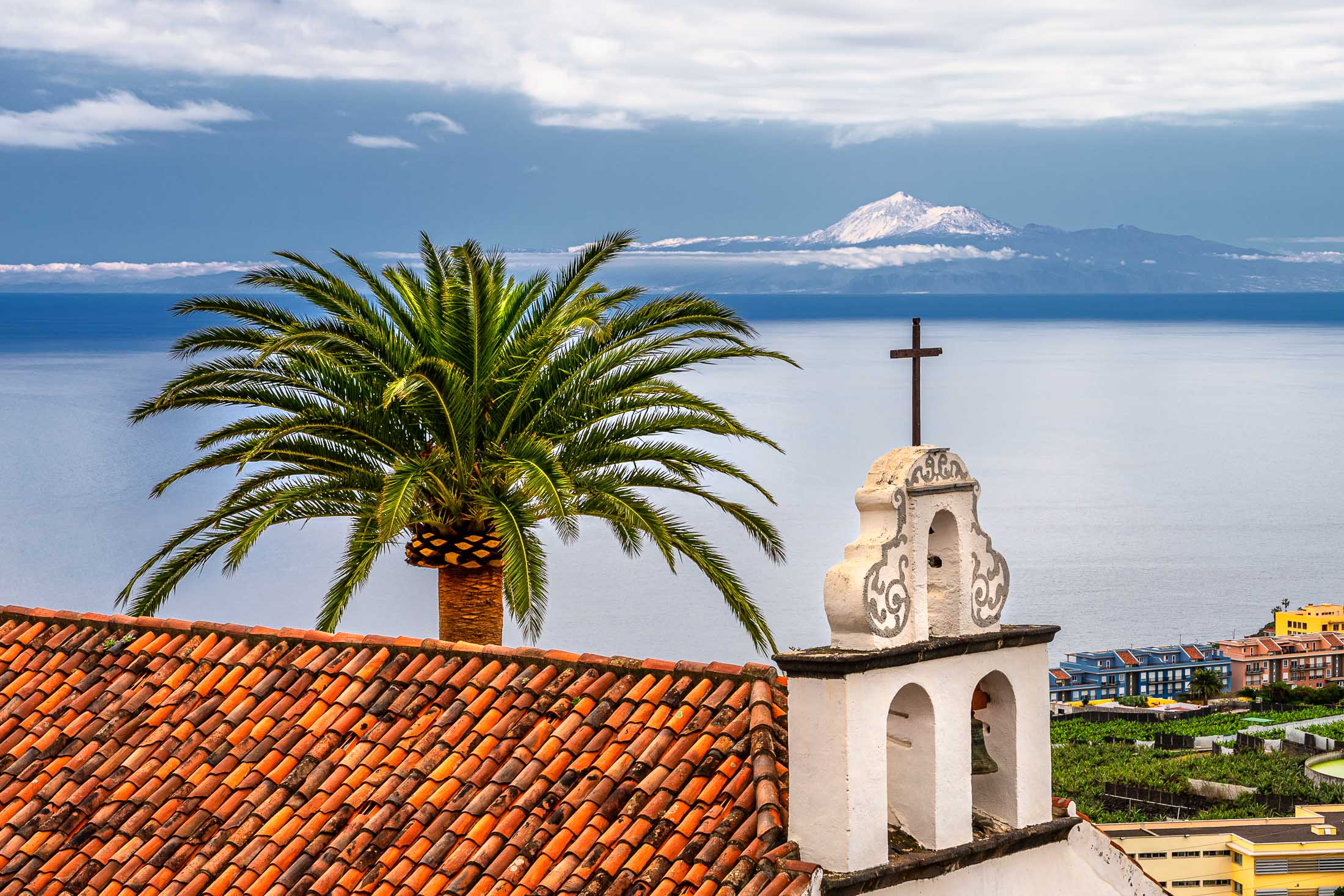
Iglesia antigua de San José

En un principio, la iglesia de San José fue una simple ermita anexa al curato de San Pedro de Breña Alta, cabeza eclesiástica del lugar. Su fundación se remonta a 1548. Debido a la lejanía de la Iglesia de San Pedro de Buenavista, la ermita de San José desempeñó funciones parroquiales desde su fundación, contando con un capellán que oficiaba misa los domingos y días festivos. Los vecinos acudían a la Iglesia de San Pedro de Buenavista únicamente para los sacramentos, como bautizos o bodas, de manera similar a lo que sucedía en la parroquia de El Salvador en Santa Cruz de La Palma. La iglesia de Breña Baja, a pesar de ser la más pobre en cuanto a renta en la isla, se financiaba principalmente a través de limosnas recolectadas en las eras y lagares, las cuales variaban según las cosechas de cada año.
La división administrativa se consiguió el 28 de noviembre de 1634. A partir de entonces, Breña Baja contó con su alcaldía pedánea y con capacidad de gestión sobre los bienes e instituciones. Esta división también generó un conflicto relacionado con el Pósito, una institución fundada para distribuir recursos entre los labradores más necesitados durante la sementera o en tiempos de escasez. La solución adoptada fue dividir los fondos del Pósito entre ambos pueblos.
En 1637, los vecinos de Breña Baja solicitaron la creación de una parroquia independiente, argumentando que la distancia y las dificultades logísticas para acceder a la Iglesia de San Pedro afectaban el servicio religioso. Entre los motivos expuestos figuraban el aumento de la población en Breña Baja (que ya superaba a la de Breña Alta), la reciente división del Pósito, el carácter disperso del asentamiento y las dificultades para celebrar los sacramentos y atender a los enfermos. A raíz de esta solicitud, se autorizó la conversión de la ermita de San José en iglesia parroquial.
El núcleo de San José no se convirtió en un centro urbano propiamente dicho, sino que fue un lugar donde se concentraban los edificios públicos y religiosos, como la casa de los difuntos, la cárcel, el Ayuntamiento, la escuela, la vivienda del sacerdote y el nuevo cementerio. Un año después de la segregación de Las Breñas en dos localidades, se construyó junto a la ermita de San José el Pósito de Granos, que en 1812 se transformaría en la casa consistorial.

### Etapa contemporánea: siglosxixaxxi
En virtud de la aplicación del decreto de las Cortes de Cádiz de 26 de mayo de 1812, Breña Baja se convirtió en municipio independiente. En 1823 la población del municipio era de 1141 personas, distribuidas en caseríos dispersos ubicados en lugares fértiles y con agua repartidos por los pagos de Cantillo, Monte, Montaña y Las Ledas. 

BREÑA BAJA: l. con ayuntamiento de la provincia, aud. terr. y c g. de Canarias, en la isla y partido jud. de la Palma, diócesis de Tenerife: SIT. Al SE. de la isla al pie del paso de la cumbre de La Banda, con cielo alegre, buena ventilación y CLIMA saludable, aunque muy propenso á variaciones repentinas de la atmósfera: componen la población 287 CASAS esparcidas por la jurisd., y una iglesia Parr. (San José) servida por un cura y un sacristán [...] Hay una ermita dedicada á San Antonio, bastante regular. [...] el TERRENO fértil, y de buena calidad, es el mas alegre y delicioso de la isla; [...] los barrancos están cubiertos de higueras de la India; los Palmeros crecen hasta en la cima de las Colinas que le rodean, y las faldas de estas hasta lindar con los bosques y hasta la altura de 1620 pies están plantadas de viñas [...] PROD.: pocos cereales, vino en abundancia de diferentes clases y muy estimado, almendras, legumbres, miel, cera, seda y frutas; cria ganado lanar, cabrio y vacuno, de cerda y caballar, POBL. 287 vec 1,309 almas
Pascual Madoz. Diccionario geográfico-estadístico-histórico de España y sus posesiones de Ultramar (1849).

A lo largo del siglo xix, después de las crisis del vino y la cochinilla, el cultivo del tabaco cobró gran auge. El barrio de La Montaña era considerado como uno de los mejores lugares de la isla para producir el tipo de hoja más apreciado para los puros, con una calidad similar a la de Cuba. El cultivo transformó rápidamente el paisaje de la zona, destinándose las mejores huertas a las plantaciones tabaqueras, y los secaderos se llenaron de cujes que aromatizaban el aire en verano. La construcción de la primera carretera del sur (actual LP-202) revitalizó la medianía alta del municipio. El desarrollo posterior de la carretera de Bajamar permitió que, hacia 1925, Breña Baja se convirtiera en el municipio con la mejor red de carreteras de la isla, con casi todas las entidades vecinales con acceso a un transporte rodado eficiente. La situación relativamente próspera entró en declive durante los años de guerra civil y represión franquista. La difícil situación de la posguerra, sequías como la de 1949 (coincidiendo con la erupción del volcán de San Juan), provocaron una gran emigración, especialmente hacia Venezuela, primero de manera clandestina, en veleros utilizados para el tráfico interinsular, y después de forma más controlada. Sin embargo, la mayor catástrofe que sufrió el municipio fue la riada del 17 de enero de 1957. Dejó 28 muertos en la comarca de Las Breñas, además de cuantiosos daños materiales. 

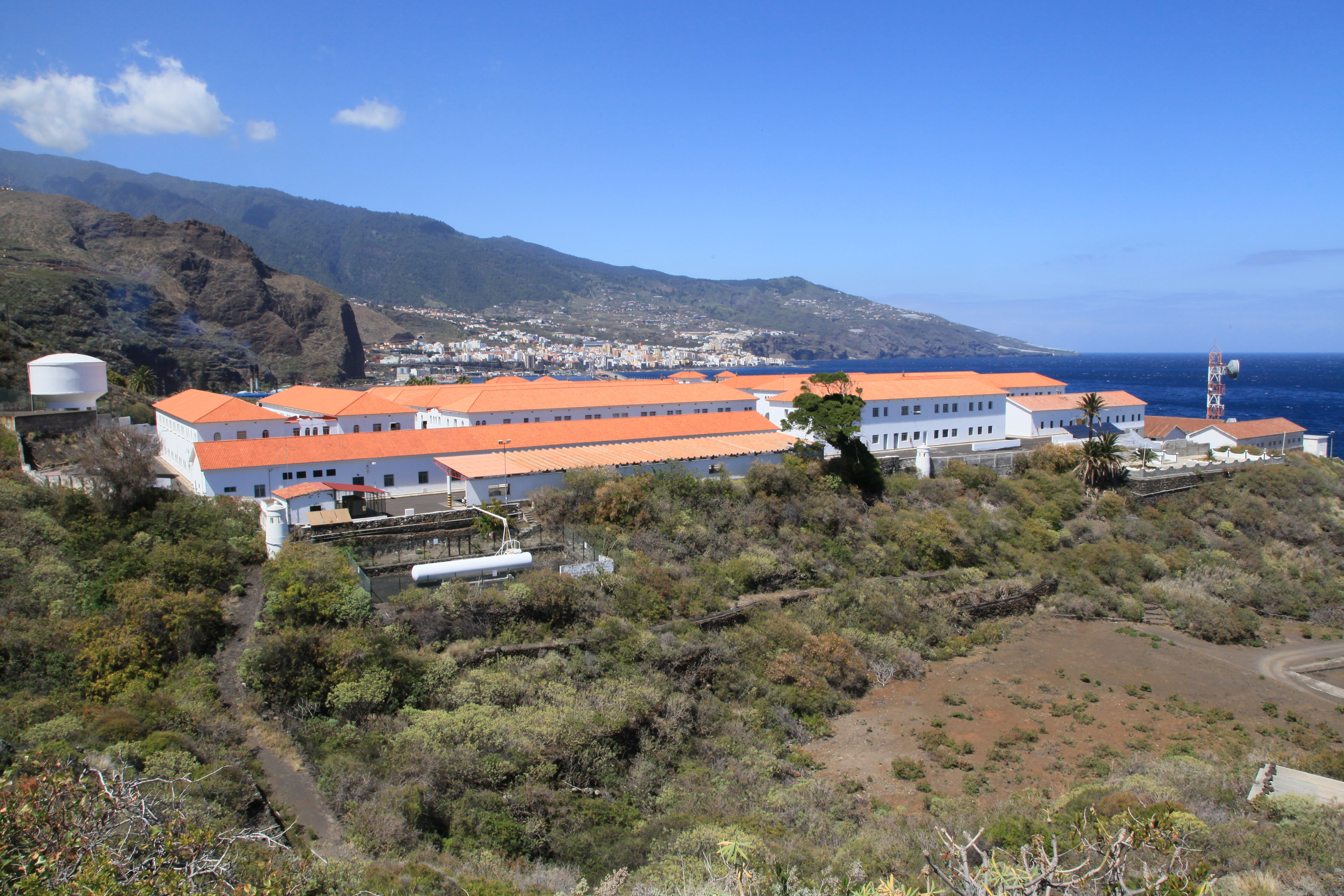
Acuartelamiento de El Fuerte

Esta tragedia marcó un antes y un después en la historia del municipio y provocó una serie de obras, como la construcción de muros de canalización en los barrancos, viviendas, carreteras y puentes, así como la inclusión del nuevo templo parroquial de San José. En 1949 comienza la construcción del acuertalimento de El Fuerte, lugar que funcionaría como centro de formación de tropas del ejército español hasta 2014. A lo largo de la segunda mitad del siglo xx, diversos servicios municipales y comercios se establecieron en San Antonio, como el colegio, la farmacia, el centro médico, la biblioteca, las oficinas bancarias y de correos. Incluso se planteó cambiar la sede del ayuntamiento a este barrio y la intención de elevar a parroquia la ermita de San Antonio.
Habiendo sido en un principio un pequeño pueblo de pescadores, Los Cancajos comienza a desarrollar a partir de los años 1970 el turismo. El auge constructivo del último tercio del siglo xx y principios del xxi alteró profundamente el paisaje urbano de barrios como San José y San Antonio, donde han desaparecido muchas edificaciones representativas de Breña Baja, mientras que otros lugares más apartados al desarrollo económico y social han logrado mantener casi intacto su patrimonio.

## Demografía
Breña Baja cuenta con una población de 6112 habitantes (INE 2024).
| Gráfica de evolución demográfica de Breña Baja entre 1842 y 2021                                                    |
| |
| Población de derecho según los censos de población del INE Población de hecho según los censos de población del INE |

Tras un lento pero constante avance en el siglo XX, la población total ha registrado un gran crecimiento en las primeras décadas de la presente centuria. Entre 2001 y 2021, Breña Baja creció en 2250 personas, convirtiéndose en el quinto municipio de La Palma en términos demográficos absolutos. El crecimiento poblacional, debido en un primer momento al incremento vegetativo, se aceleró por el atractivo del municipio como lugar de primera o segunda residencia, especialmente por la escasez de suelo urbanizable en otros municipios cercanos como Santa Cruz de La Palma. Este fenómeno, favorecido por la mejora de la calidad de vida y de la movilidad, ha terminado por colocar a Breña Baja en la primera corona del área urbana funcional de la capital insular.
| Nacionalidad | Hombres | Mujeres | Total | %      | Proporción |
| ------------ | ------- | ------- | ----- | ------ | ---------- |
| Española     | 2701    | 2598    | 5299  | 90.2 % |            |
| Extranjera   | 263     | 314     | 577   | 9.8%   |            |

| País        | Hombres | Mujeres | Total | %      | Proporción |
| ----------- | ------- | ------- | ----- | ------ | ---------- |
| Alemania    | 86      | 94      | 180   | 31 %   |            |
| Venezuela   | 44      | 64      | 108   | 18.6 % |            |
| Italia      | 36      | 35      | 71    | 12.2 % |            |
| Cuba        | 22      | 16      | 38    | 6.6 %  |            |
| Colombia    | 9       | 11      | 20    | 3.4 %  |            |
| Reino Unido | 8       | 10      | 18    | 3.1 %  |            |
| Rumania     | 5       | 8       | 13    | 2.2 %  |            |
| Francia     | 10      | 3       | 13    | 2.2 %  |            |
| Bélgica     | 6       | 7       | 13    | 2.2 %  |            |

No obstante, el crecimiento ha sido desigual en el territorio. San Antonio es la localidad más poblada, seguida de San José (capital municipal), La Polvacera y Los Cancajos. Esta última junto a la cabecera administrativa son las entidades que han crecido más rápidamente. Por otra parte, Las Ledas y El Fuerte han descendido respecto a 1950. La densidad de población es de 420 habitantes por kilómetro cuadrado, alta dentro del contexto insular.
| Localidades  | Habitantes (2023) | Hombres | Mujeres |          |      |     |     |
| ------------ | ----------------- | ------- | ------- | -------- | ---- | --- | --- |
| Localidades  | Habitantes (2023) | Hombres | Mujeres | San José | 1296 | 656 | 640 |
| Los Cancajos | 781               | 403     | 378     |          |      |     |     |
| El Fuerte    | 127               | 73      | 54      |          |      |     |     |
| Las Ledas    | 361               | 184     | 177     |          |      |     |     |
| La Montaña   | 328               | 165     | 163     |          |      |     |     |
| La Polvacera | 865               | 423     | 442     |          |      |     |     |
| San Antonio  | 1828              | 938     | 890     |          |      |     |     |
| El Socorro   | 377               | 181     | 196     |          |      |     |     |

Breña Baja se caracteriza por un poblamiento disperso. La propiedad de la tierra es predominantemente microfundiaria, lo que provoca parcelaciones inconexas y desplazamientos incómodos para sus propietarios. Históricamente el municipio presentaba una marcada diferencia entre la población de derecho y la de hecho, debido a la presencia de población militar, turistas y personas de otros municipios que residían temporalmente en él.

## Economía

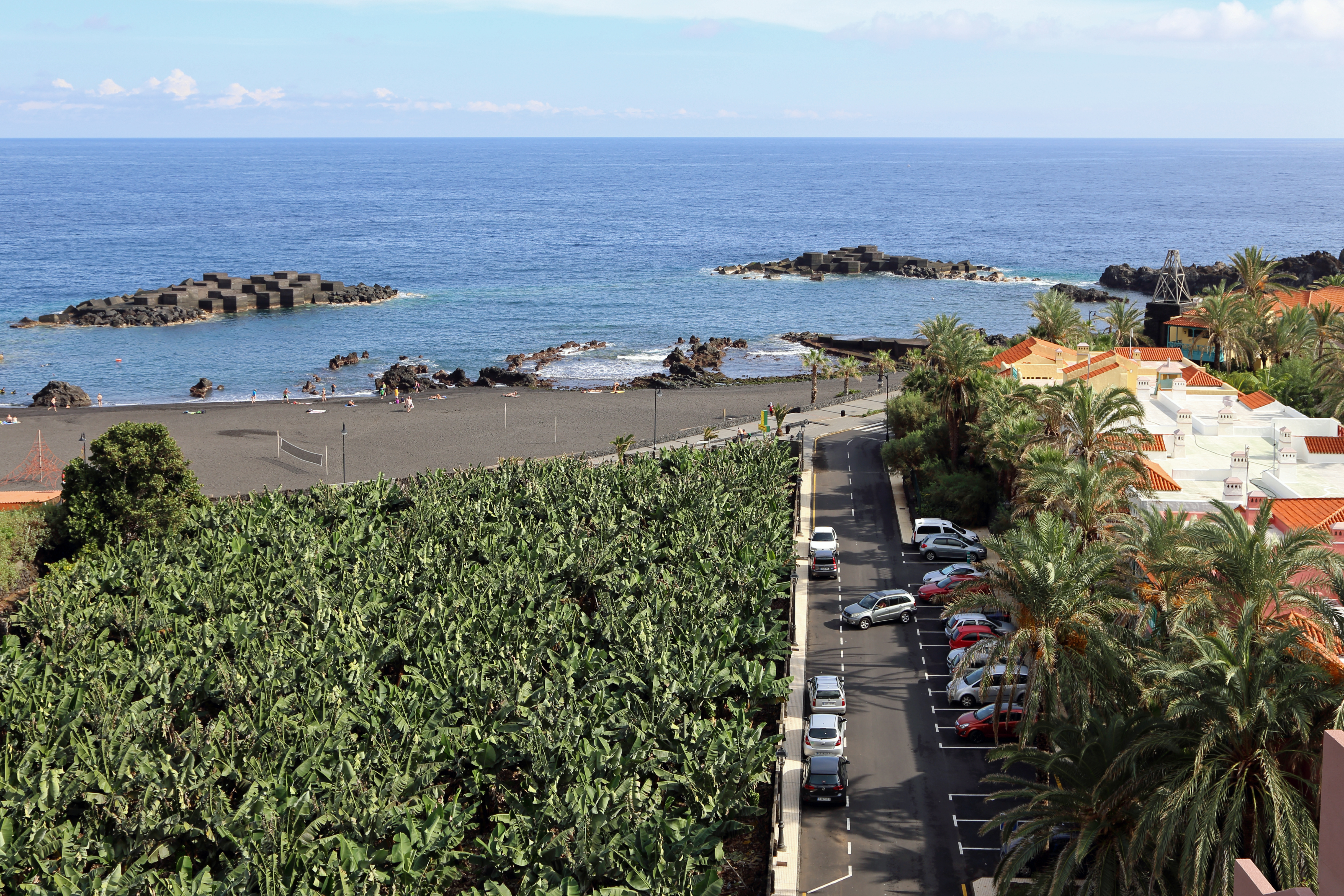
Establecimiento hotelero y plataneras junto a la playa de Los Cancajos

Breña Baja se ha convertido en uno de los municipios de mayor dinamismo económico y demográfico de La Palma. Desde la década de 1980 su economía ha experimentado un notable proceso de terciarización, con una disminución del peso del sector primario (especialmente la agricultura) en favor del terciario.
Más de tres cuartas partes de los habitantes del municipio trabajaban en el sector terciario. Breña Baja acogió a 69413 turistas en 2023, principalmente de ciudadanía española y alemana. La actividad turística, impulsada por los atractivos naturales de la isla, ha crecido de forma sostenida, especialmente en la zona de Los Cancajos, lugar donde comenzaron a desarrollarse promociones inmobiliarias de carácter turístico en los años 1970. En la zona de El Zumacal se reubicó en los años 1990 el Parador Nacional de La Palma. Además, el municipio ha incorporado el turismo rural con un número creciente de alojamientos en entornos rurales de la medianía, a los que se une también el alquiler vacacional.
Fruto del turismo y de su cercanía e integración en el área urbana capitalina, Breña Baja cuenta también con un notable sector comercial. El municipio acoge la sede administrativa de algunos de los telescopios instalados en el Observatorio del Roque de Los Muchachos (GTC, NOT, TNG) así como el Centro de Astrofísica de La Palma del Instituto de Astrofísica de Canarias, en el que se aloja el superordenador LaPalma. Está prevista la construcción de un parque tecnológico en la zona de Risco Alto.
En 2024, solo el 3,5% de la población activa se dedicaba al sector primario. La agricultura tradicional, antaño dominante, se lleva actualmente a cabo por una población en progresivo envejecimiento y a tiempo parcial, lo que implica el abandono y cambio de uso de los terrenos de medianías. De las 256 hectáreas dedicadas al cultivo en el municipio, el 81,5% son de regadío, fundamentalmente plátano. Destacan también el aguacate y la viña. La ganadería ha experimentado, por su parte, un ligero incremento en el número de cabezas, siendo la principal cabaña la caprina.
En cuanto al sector industrial, ha experimentado una disminución de su peso en la economía local, pasando del 26,3% de la población activa en 1991 al 10% en 2024. A pesar de ello, la construcción sigue siendo una actividad relevante, y el municipio dispone de un polígono industrial en Los Guinchos que alberga pequeños establecimientos.

## Administración y política

### Gobierno municipal
La Administración Local del municipio se realiza a través del Ayuntamiento de Breña Baja, cuyos componentes se eligen cada cuatro años por sufragio universal de todos los ciudadanos españoles y de la Unión Europea mayores de 18 años de edad que estén empadronados en el término municipal. Según lo dispuesto en la Ley del Régimen Electoral General, que establece el número de concejales elegibles en función de la población del municipio, la Corporación Municipal de Breña Baja está formada por 13 concejales, entre estos se incluye quien ostenta la alcaldía-presidencia. El ayuntamiento recibe soporte técnico y presupuestario del Gobierno de Canarias y el Cabildo de La Palma. Actualmente el municipio está gobernado por el Partido Popular, con Borja Pérez Sicilia a la cabeza desde el año 2011. En la siguiente tabla se muestran los resultados de las elecciones municipales desde el año 2007 hasta el 2023.
| Periodo   | Nombre                      | Partido | Partido                                    |
| --------- | --------------------------- | ------- | ------------------------------------------ |
| 1979-1983 | José Manuel González Suárez |         | Unión de Centro Democrático (UCD)          |
| 1983-1995 | José Manuel González Suárez |         | Agrupación Palmera de Independientes (API) |
| 1995-1996 | José Manuel González Suárez |         | Coalición Canaria (CC)                     |
| 1996-2011 | Jaime Sicilia Hernández     |         | Coalición Canaria (CC)                     |
| 2011-2023 | Borja Pérez Sicilia         |         | Partido Popular (PP)                       |

| Partido político | Partido político                         | 2007   | 2011   | 2015   | 2019   | 2023   |
| Partido político | Partido político                         | Ediles | Ediles | Ediles | Ediles | Ediles |
|                  | Partido Popular (PP)                     | 2      | 5      | 8      | 8      | 7      |
|                  | Coalición Canaria (CC)                   | 7      | 6      | 3      | 3      | 4      |
|                  | Partido Socialista Obrero Español (PSOE) | 2      | 2      | 2      | 2      | 2      |
|                  | Podemos                                  | —      | —      | —      | 0      | —      |
|                  | Nueva Canarias (NC)                      | —      | —      | —      | 0      | —      |
|                  | Ciudadanos (CS)                          | —      | —      | —      | 0      | —      |
|                  | Vox                                      | —      | —      | —      | —      | 0      |

### Organización territorial

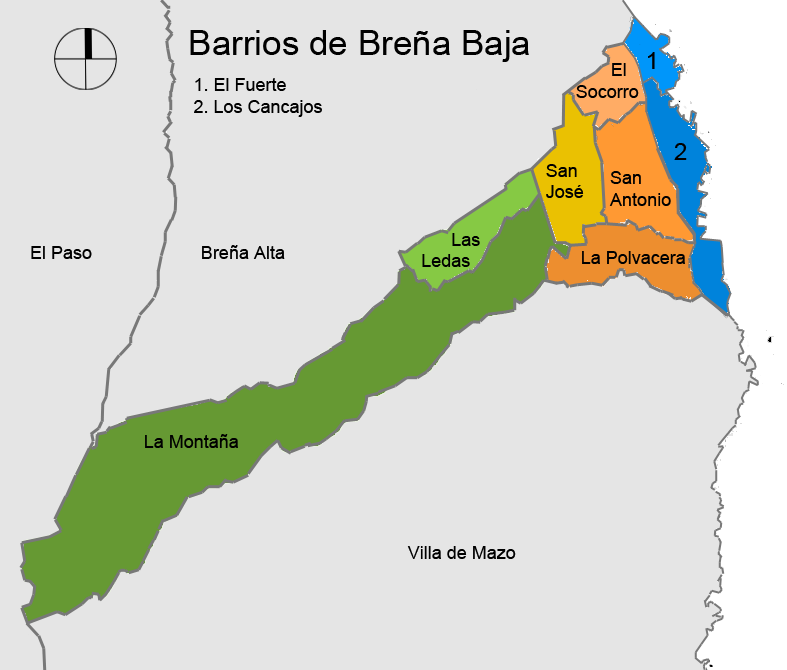
Barrios de Breña Baja

- Los Cancajos
- El Fuerte
- La Montaña
- Las Ledas
- La Polvacera
- San Antonio
- San José (capital municipal)
- El Socorro

### Justicia
Breña Baja pertenece al partido judicial de Santa Cruz de La Palma, que abarca a los siete municipios de la vertiente oriental de la isla. El municipio cuenta con un juzgado de paz en el edificio del ayuntamiento.

## Servicios

### Educación

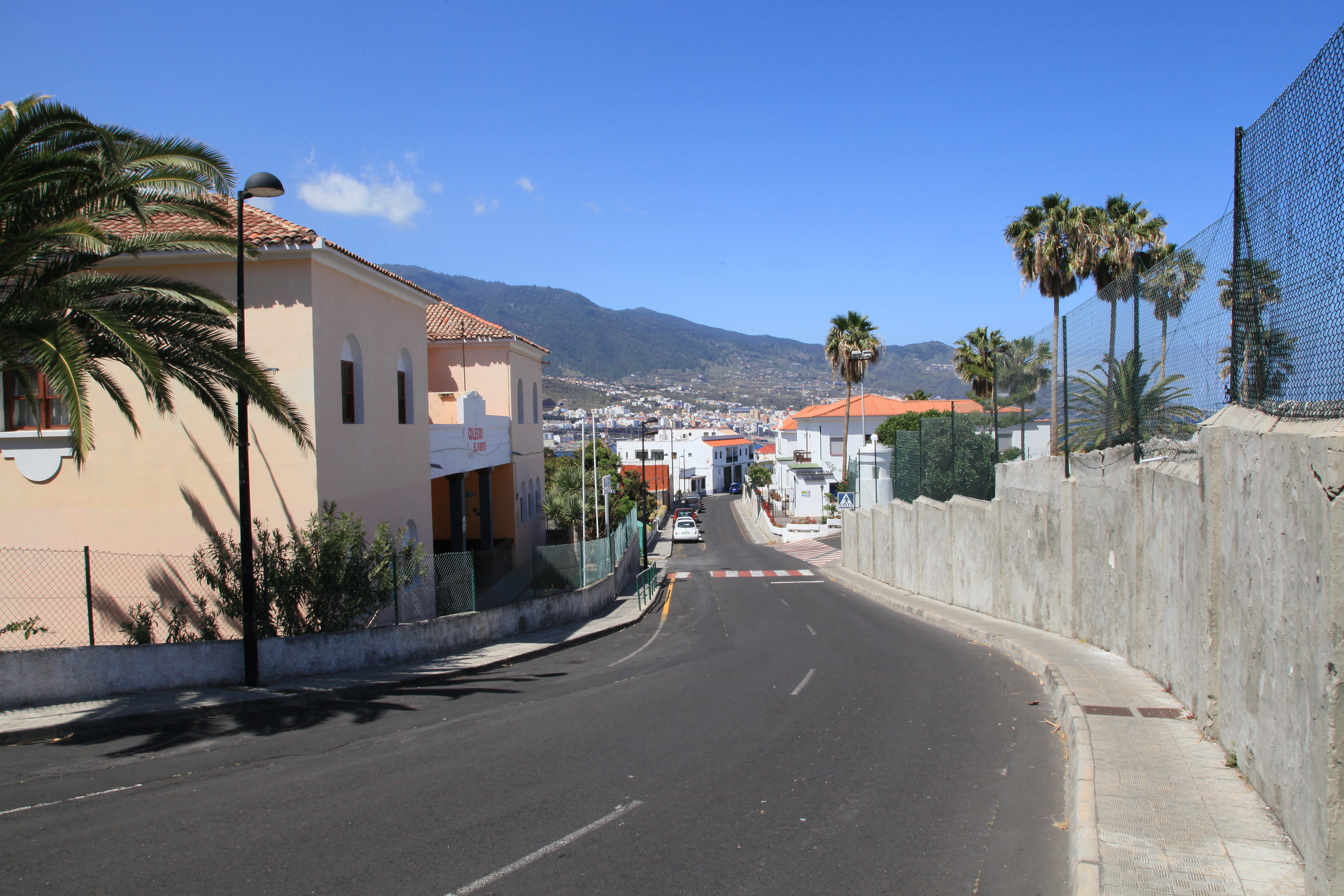
Barrio de El Fuerte. A la izquierda, la antigua escuela unitaria

La oferta de escuelas públicas de la consejería de educación se compone de cuatro centros:
- IES Las Breñas, en San José, con enseñanzas de ESO, Bachillerato y Formación Profesional.

- CEIP San Antonio, con enseñanzas de educación infantil y primaria.
- CEIP Las Ledas, escuela unitaria con enseñanzas de educación infantil y primaria.
- CEIP San José, escuela unitaria con enseñanzas de educación infantil y primaria.

Las escuelas unitarias son atendidas por el colectivo de escuelas rurales CER Las Breñas.Los barrios de El Fuerte y La Polvacera (CEP Buracas) contaron en el pasado también con escuela unitaria.
El ayuntamiento cuenta con la escuela infantil Doña Pepita en San Antonio para menores de entre 6 meses y tres años de edad.
Además el municipio cuenta con una Biblioteca Municipal, la Mauro Fernández Santos, situada en San Antonio y que sirve también de lugar de estudio.

### Sanidad
Breña Baja está dentro de la zona básica de salud de Las Breñas. Para la atención primaria existe un consultorio médico en San Antonio. Existen también consultas particualres en Los Cancajos.
Asimismo, el municipio cuenta con dos farmacias, en Los Cancajos y en San Antonio.

### Servicios sociales
Breña Baja cuenta con el Centro Residencial Villaflora, recurso alojativo y rehabilitador perteneciente a la Red de Rehabilitación Psicosocial de La Palma, adscrita al Servicio Canario de Salud.

### Transporte y comunicaciones

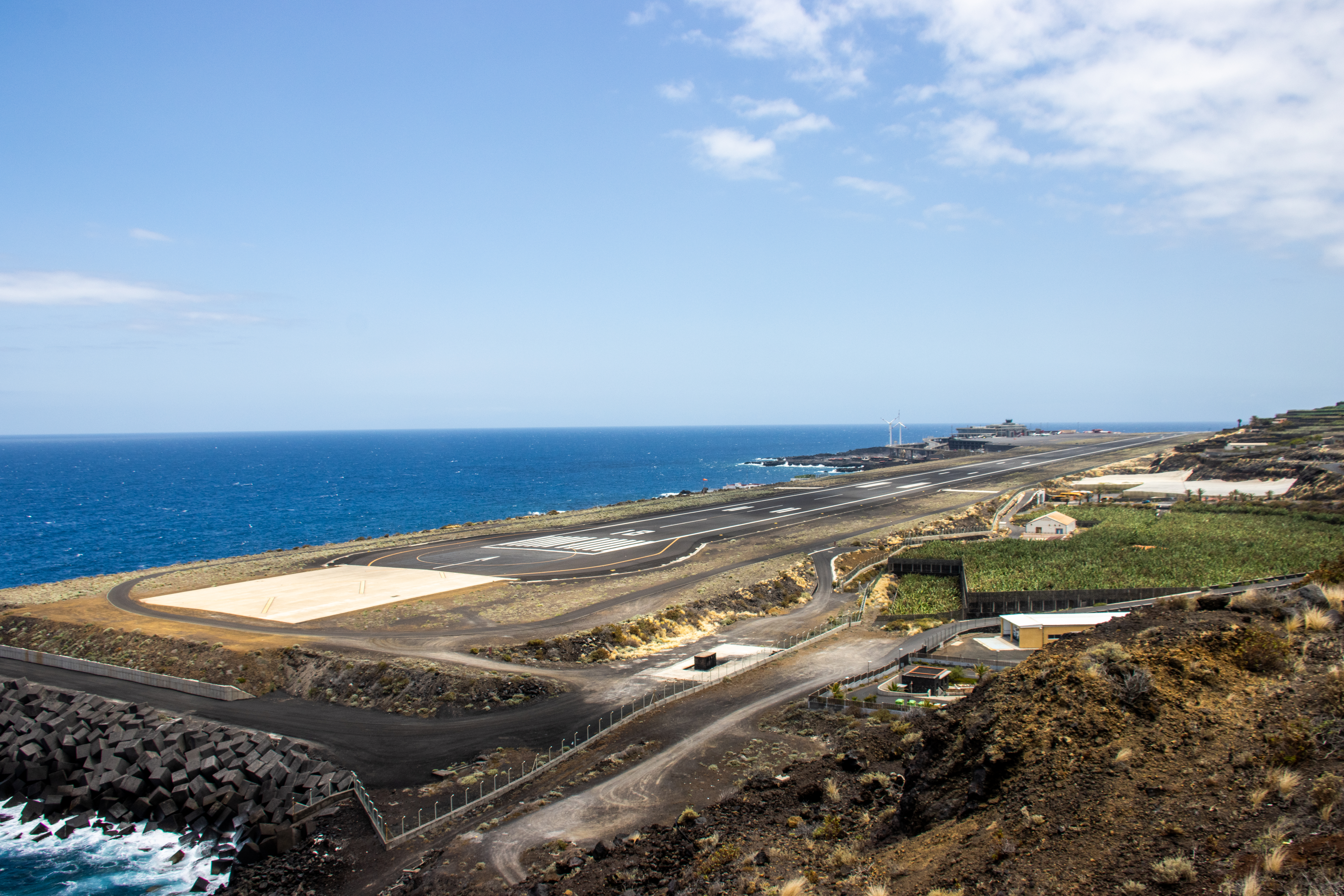
Aeropuerto de La Palma

En Breña Baja se encuentra la cabecera norte de la pista del Aeropuerto de La Palma. Único aeródromo de la isla desde 1970, mantiene múltiples conexiones diarias con Tenerife y Gran Canaria. También ofrece varias frecuencias semanales con Madrid y Barcelona, y con algunas ciudades europeas (principalmente de Alemania, Países Bajos y Reino Unido).

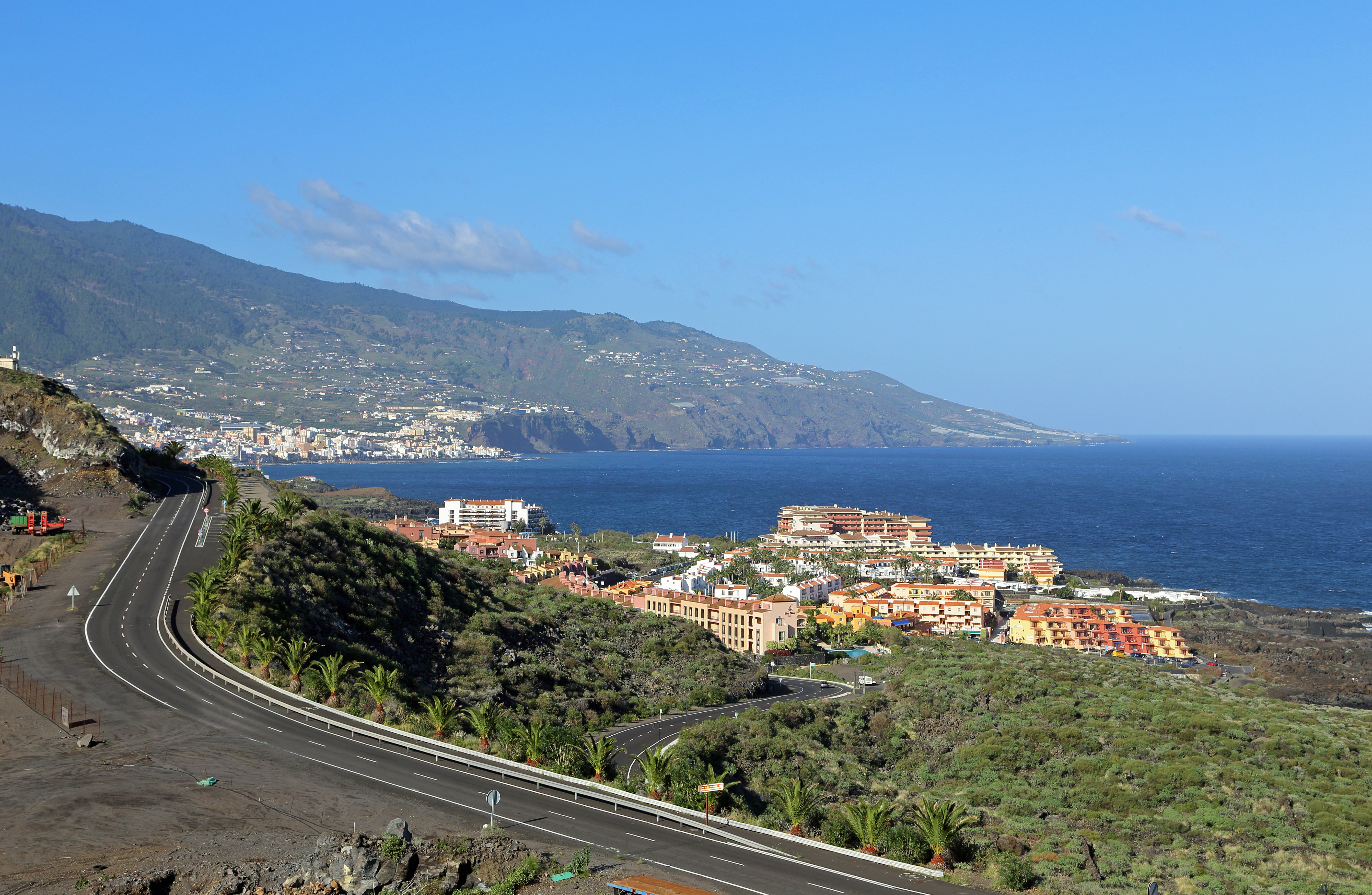
Carreteras de acceso al aeropuerto y a Los Cancajos

El municipio es atravesado por la Carretera de Circunvalación Sur LP-2, que parte desde Santa Cruz de La Palma y llega hasta Los Llanos de Aridane pasando por Fuencaliente. De esta via parten en El Socorro la Carretera de La Cumbre LP-3 y la de acceso al aeropuerto LP-5. Breña Baja está cruzada también por diversos caminos vecinales que comunican los núcleos habitados, así como por las siguientes carreteras de interés insular:
- La LP-201, que da acceso al núcleo de Los Cancajos.
- La LP-202, que corresponde con la primera carretera del sur. Une Santa Cruz con Mazo atravesando Las Ledas.
- La LP-203, que une San Antonio con la carretera del aeropuerto LP-5.
- La LP-204, que une San Antonio con San Pedro en Breña Alta.
- La LP-206, que parte de La Polvacera hacia San José para luego unirse con la LP-202 y continuar hasta Mazo.

La carretera LP-301 de acceso al Refugio del Pilar también por Breña Baja en su zona de cumbre.
El municipio cuenta con servicio de taxi y está comunicado con las siguientes líneas insulares de guagua:
| Línea | Trayecto                                           | Recorrido     |
| ----- | -------------------------------------------------- | ------------- |
| 20    | S/C Palma – San Isidro – Las Ledas – S/C Palma     | Horario/Línea |
| 35    | Hospital – San José – San Antonio – S/C Palma      | Horario/Línea |
| 41    | Hospital – Las Ledas – Mazo                        | Horario/Línea |
| 200   | S/C Palma – La Polvacera – San José – Fuencaliente | Horario/Línea |
| 201   | S/C Palma – La Polvacera – Fuencaliente            | Horario/Línea |
| 300   | Los Llanos – El Socorro – S/C Palma                | Horario/Línea |
| 500   | Aeropuerto – Los Cancajos – S/C Palma              | Horario/Línea |

## Patrimonio

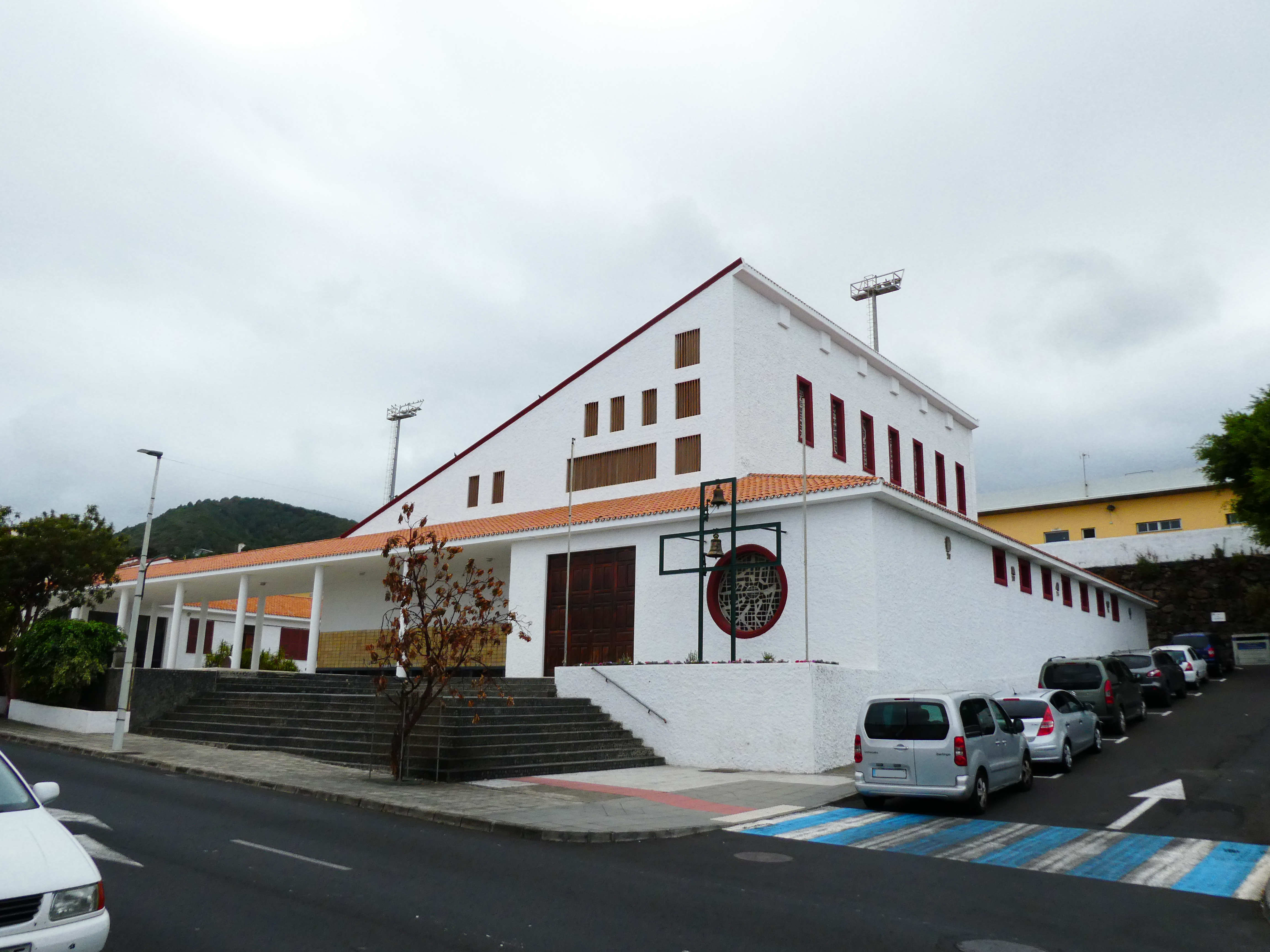
Iglesia nueva de San José

- Iglesia nueva de San JoséIglesias de San José: originariamente una ermita, la antigua iglesia de San José fue ampliada y reedificada después de la creación de la parroquia en 1637. En ese año, se permitió a la vecindad mejorar el edificio, construir un campanario y colocar la pila bautismal. En 1664 se realizaron reformas importantes, como la construcción de la capilla mayor y la sacristía. Entre 1711 y 1716, la cofradía del Rosario levantó una capilla anexa, y en el siglo xix Manuel Henríquez Pestana fabricó su órgano, Tras el aluvión de 1957, el templo fue cerrado para su rehabilitación al tiempo que se prohibió su ampliación. En enero de 1973 se inauguró una nueva iglesia, obra del Arquitecto Miguel Arricivita Calvet, a 200 metros del antiguo edificio. En 1996, la antigua iglesia fue declarada Bien de Interés Cultural, y en 2015 reabrió al culto. Las iglesias poseen valiosas imágenes como la de Santa Ana, copatrona de la localidad, talla flamenca del siglo XVI. Destaca, asimismo, la custodia de plata sobredorada con cruz de esmeraldas, orfebrería de Indias del siglo XVII. En San José también se encuentra la olvidada patrona del municipio, Nuestra Señora del Rosario.[47][67]

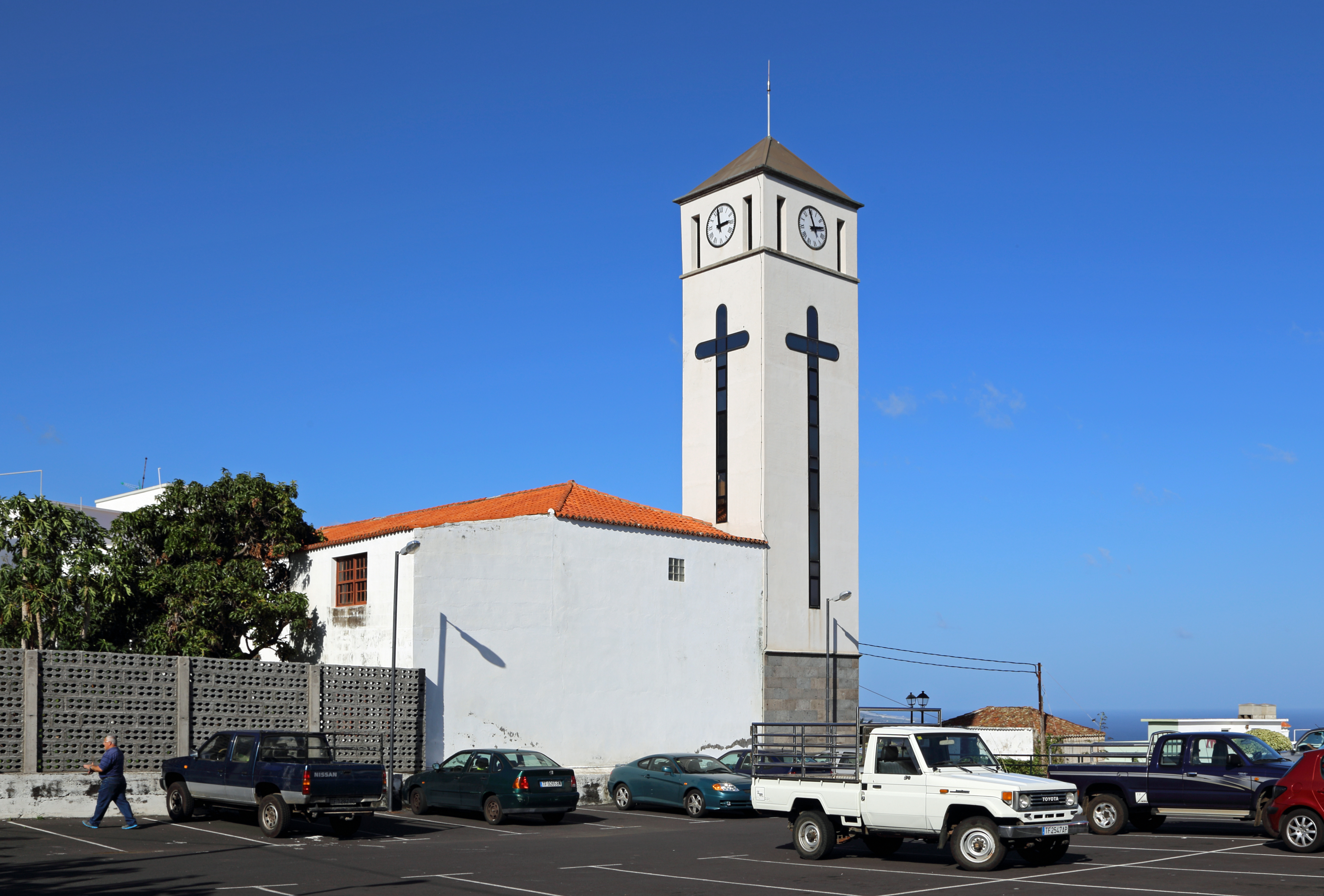
Iglesia de San Antonio

- Iglesia de San AntonioIglesia de San Antonio: construida como ermita en 1620 por el doctor Pedro Escudero de Segura en terrenos de su propiedad, estaba dedicada a Nuestra Señora de Las Maravillas y a San Antonio, con imágenes traídas de Lisboa. Con el tiempo, el doctor vendió la hacienda y la ermita, siendo adquirida por doña Leonor de Salazar, quien fundó las fiestas en honor a San Antonio. La actual iglesia se construyó en el mismo solar en el siglo xx.[47][67][68]
- Ermita de Nuestra Señora del Socorro: fue fundada por Pedro Fernández Camellón en su hacienda en las primeras décadas del siglo XVII. Dedicada a la Virgen del Socorro por una promesa de Camellón tras un viaje peligroso, fue erigida entre 1615 y 1621 en el margen izquierdo del barranco de Aguasencio (Breña Alta). En 1695, una riada destruyó la ermita original, y se reconstruyó en terrenos de Breña Baja, cedidos por Manuel Pérez Corral. Aunque está en Breña Baja, la jurisdicción eclesiástica corresponde a Breña Alta. Originalmente un cuadro, la imagen de la Virgen fue sustituida por una escultura a principios del siglo XVIII.[47][67]
- El Fuerte: barrio donde se ubica el acuartelamiento del Centro de Formación de Tropa de Canarias. En el recinto se ubicaba antiguamente el Castillo de San Carlos, fortificación costera defensiva con muro de piedra sobre una base de tierra, en cuya explanada se ubicarían tres o cuatro cañones. En la playa de La Caleta existió la única fuente de agua potable de todo el municipio.[47]

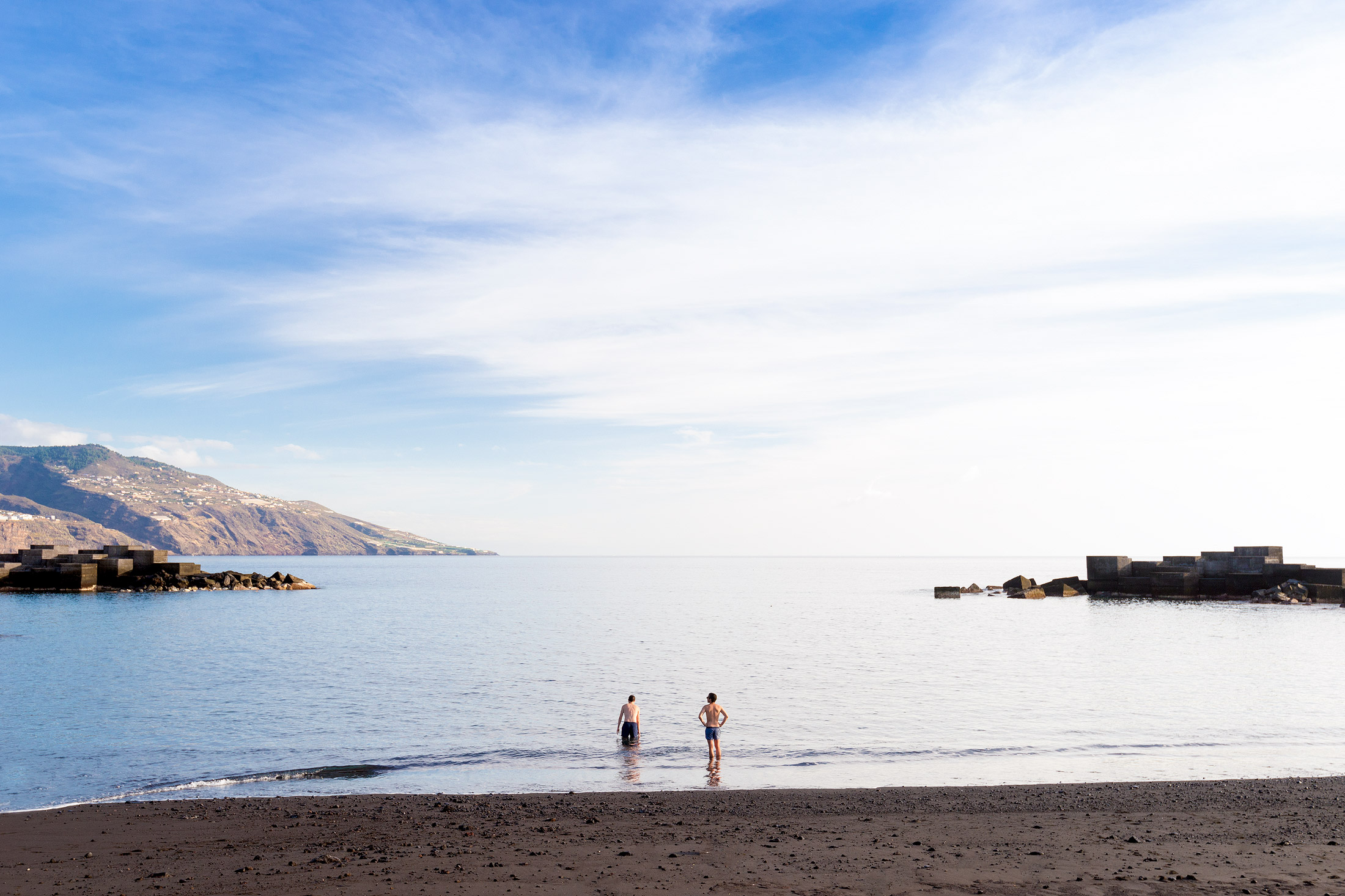
Playa principal de Los Cancajos

- Playa principal de Los CancajosPlaya de Los Cancajos: en el litoral del municipio se encuentra una de las principales zonas turísticas de la isla, con calas de arenas negras que se suceden en medio de lavas volcánicas de originales contorsiones.

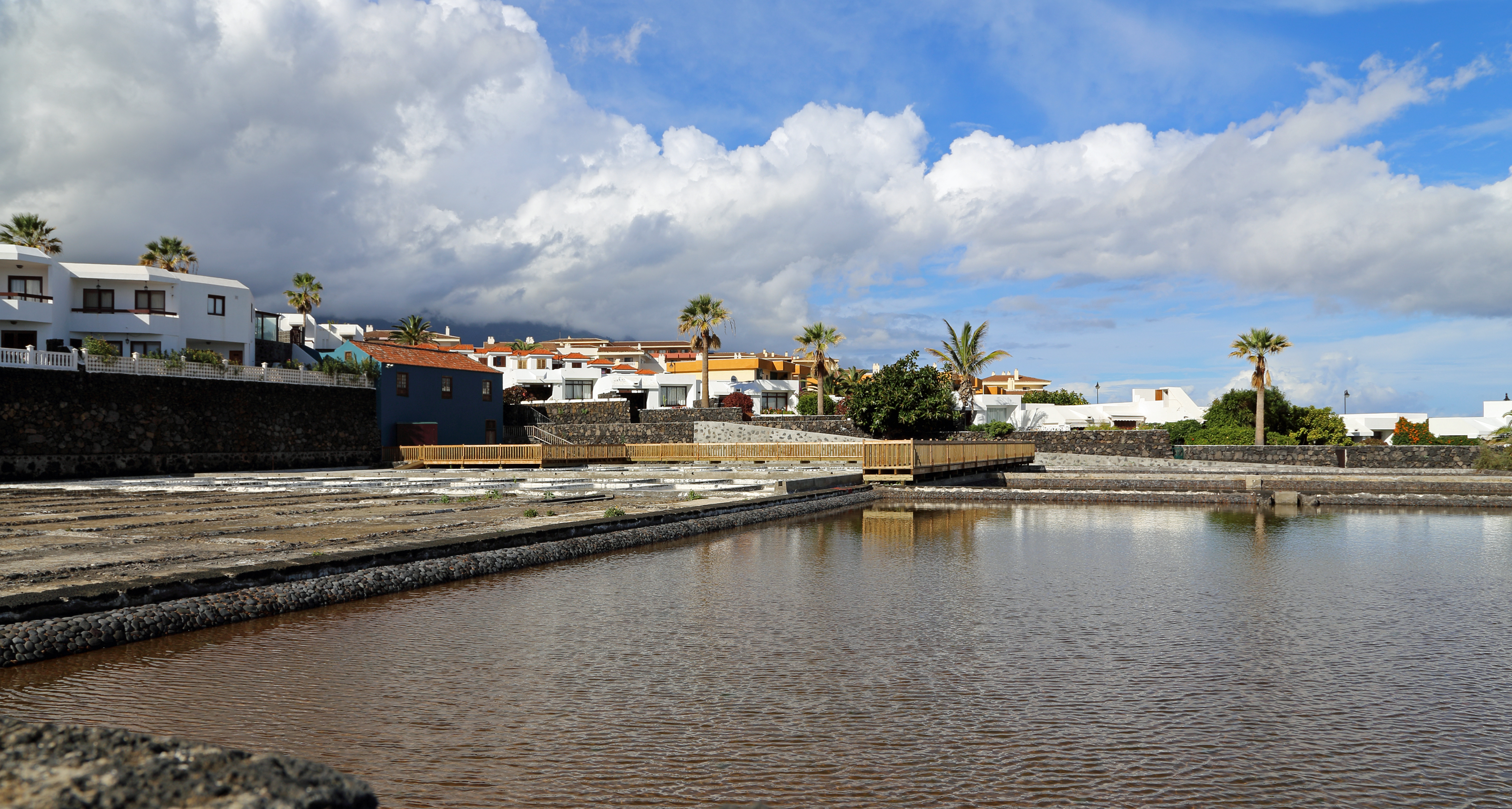
Salinas de Los Cancajos

- Salinas de Los CancajosSalinas de Los Cancajos: debido a la escasez de sal, en La Palma se construyeron salinas en el siglo XVIII como las de Los Cancajos, construidas con cal inspiradas en modelos grecorromanos y utilizando molinos de viento para el bombeo de agua. Propiedad del mayorazgo de Los Fierro, estas salinas, que producían hasta 60 toneladas anuales, fueron abandonadas en 1867 debido a la falta de capitalización y daño por el mar. La producción y uso de sal en la cultura aborigen canaria se realizaba mediante charcos formados por la pleamar y cocederos naturales. Estos cocederos fueron los únicos ingenios salineros hasta el siglo XV, con una toponimia relacionada con estos lugares. Tras la conquista, la Corona asumió el monopolio de la sal mediante una Real Orden en 1605, imponiendo un impuesto sobre su producción. Actualmente, solo perduran en activo unas pocas salinas en Canarias, destacando las de Fuencaliente y algunas en otras islas como Gran Canaria y Lanzarote.[47][69]
- Horno de cal: en Breña Baja existió un horno de cal en la Cuesta de La Pata, junto al Barranco de Aguacencio, construido siguiendo el modelo común de horno cilíndrico de mampostería revestido con cal. Este horno, que probablemente operó desde los años 30 hasta la década de los 60, producía cal viva para la construcción y desinfección de aljibes. Hasta que la invención del cemento los hizo obsoletos, los hornos de cal fueron comunes desde el siglo XVI en Gran Canaria y Fuerteventura, mientras que la escasez de cal en las islas occidentales implicaba su importación. A finales del siglo XIX, la industria del plátano y el capital extranjero impulsaron la construcción de hornos de cal en La Palma para utilizarla en el enfoscado de paredes y canales de irrigación. De los diferentes hornos existentes en la isla hoy solo queda restaurado uno en San Andrés y Sauces. Las condiciones de pobreza en las islas supusieron el empleo de personas de bajos recursos, incluidos menores, en estas tareas.[47][69]
- Casa de Frías Van de Walle: ubicada en las faldas de la montaña del Zumacal, es una antigua residencia campestre de una planta, con un cuerpo adicional de dos plantas en el lado sur. Su destacada portada almenada exhibe el anagrama de la Virgen, tallado en madera con letras de estilo barroco. En el siglo XVII, perteneció a Don Simón de Frías Coello, abogado y alcalde mayor de La Palma, y a su esposa Doña Esperanza Van de Walle. En 1687, un oratorio particular en la propiedad fue visitado por el Visitador eclesiástico, quien suspendió la licencia para celebrar misa debido a la falta de acceso público. Posteriormente, la hacienda pasó a ser propiedad de Doña Antonia Monteverde de la Guerra, esposa de José Mariano López de Abreu, escribano público.[47][70]
- Dragos de El Tonolero: se levantan junto a la Hacienda la de Frías y Van de Walle. Su tinte natural fue utilizado por Esperanza Van de Valle y Cervellón y Camacho en la elaboración de seda, alcanzando gran fama por su habilidad, con sus productos llegando a América y Europa. Tienen más de 300 años.[47]

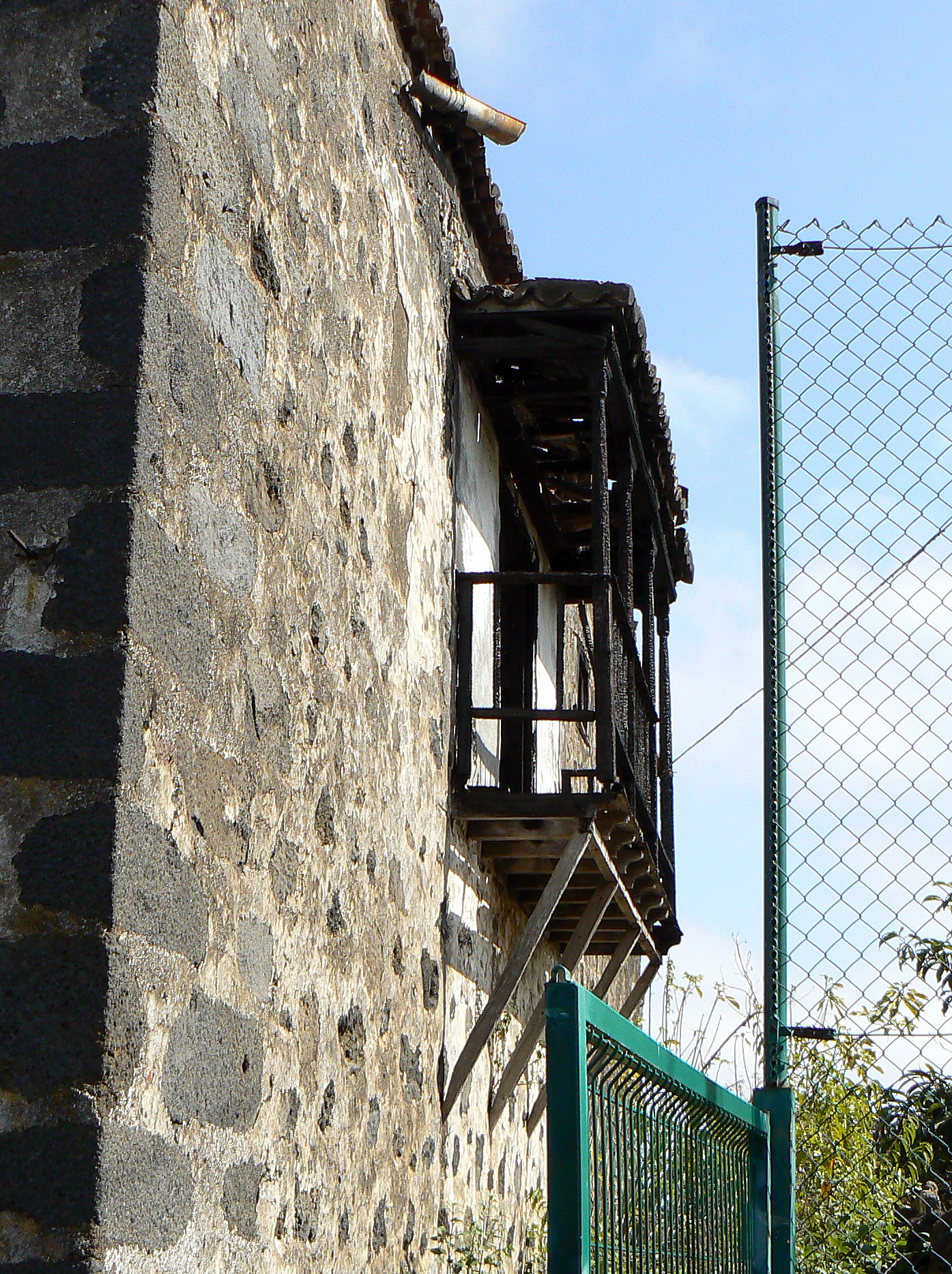
Balcón de la Casa Fierro Torres y Santa Cruz

- Balcón de la Casa Fierro Torres y Santa CruzCasa Fierro Torres y Santa Cruz: es una construcción del siglo XVII ubicada en las cercanías del casco urbano de San José. Fue propiedad de Francisco Ignacio Fierro de Espinosa, Sargento Mayor de La Palma, Regidor Perpetuo y familiar del Santo Oficio, y de su esposa Luisa Antonia de Torres y Santa Cruz. La familia Fierro fue propietaria de las salinas de Los Cancajos y eligió Breña Baja como su lugar de veraneo. Esta casa, de planta rectangular y sin patio, mantiene intactas sus dependencias originales y destaca por su fachada con pórtico, escalera, galería y balcón cubierto. En la parte trasera, posee un aljibe de grandes dimensiones con una inscripción de 1867. Considerada Bien de Interés Cultural, en 2008, un incendio destruyó por completo la casa. Actualmente pertenece al Cabildo de La Palma.[47][70]
- Casa Amarilla: construida en los años 1920 en Las Ledas, es uno de los mejores ejemplos de casa indiana en La Palma. Fue erigida por José Rodríguez Morera, conocido como Pepe Rebate, y diseñada por el arquitecto palmero Pelayo López y Martín Romero, considerado el epílogo del modernismo canario. Su estilo ecléctico alcanzó su plenitud entre 1922 y 1924, con obras emblemáticas como las casas Kábana y Carrillo. La Casa Amarilla es una de sus últimas creaciones en la isla.[39]

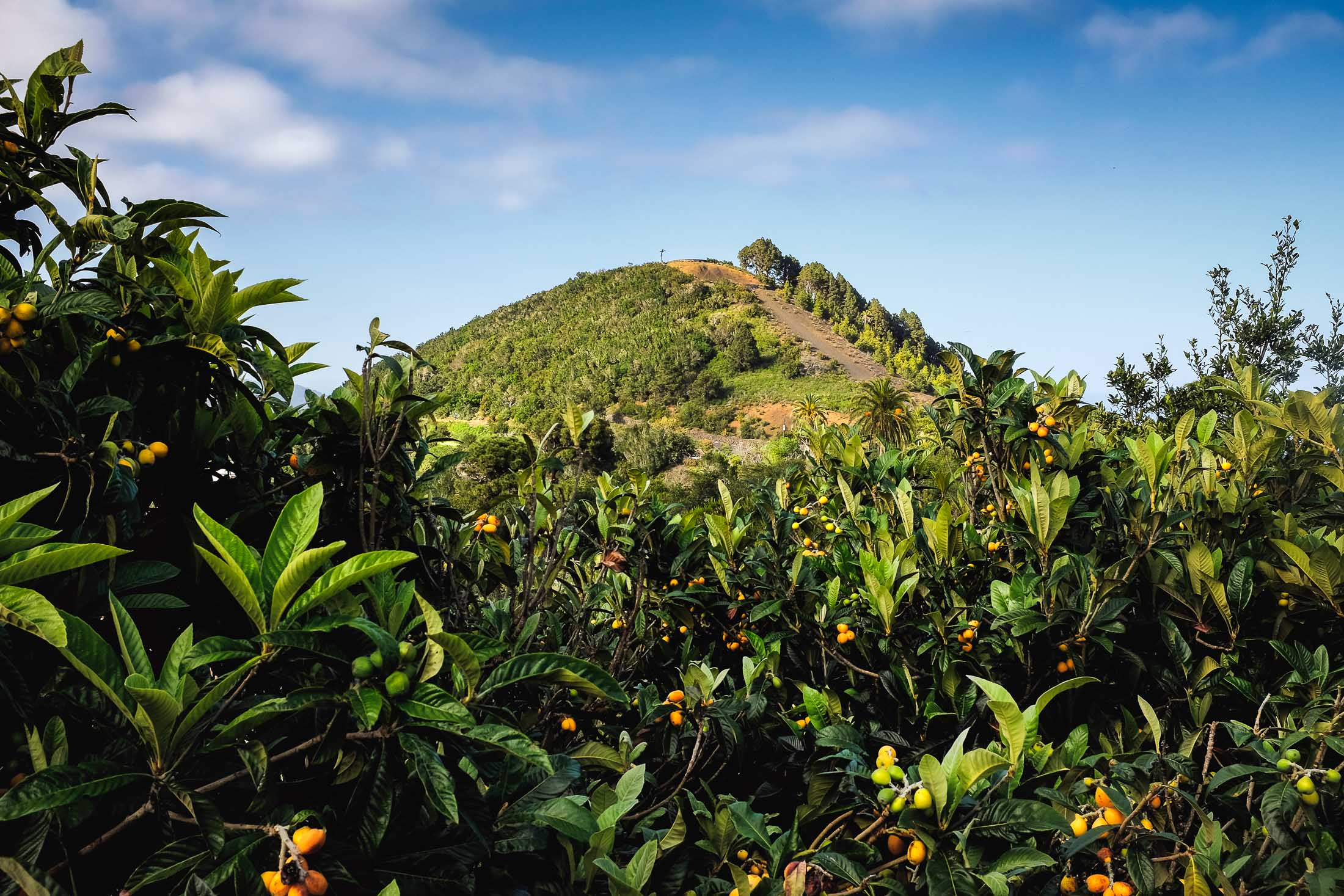
Montaña de La Breña

- Montaña de La Breña Montaña de La Breña: próxima al límite con Mazo, la Montaña de la Breña y sus alrededores fueron objeto de disputas entre los vecinos de Las Breñas, ya que el Cabildo la había reservado como zona comunal de pastos y la cedió a la Sociedad Económica de Amigos del País, con la condición de que los beneficios se destinara a cubrir los gastos administrativos. La Sociedad solicitó la aprobación real para verificar su propiedad, pero nunca se obtuvo. Tras la constitución de los municipios, la montaña pasó a ser propiedad del ayuntamiento de Breña Baja. En 1966 se inauguró la pista que conduce a lo alto de la montaña de La Breña, donde se encuentra el mirador del mismo nombre, desde el que se puede divisar toda la comarca de Las Breñas y parte de Mazo. Allí se localiza la Cruz del Nuevo Milenio, obra moderna realizada por el artista Antonio Alberto Pérez Ortega en 2001 que reemplazó a la instalada en 1901.[47]

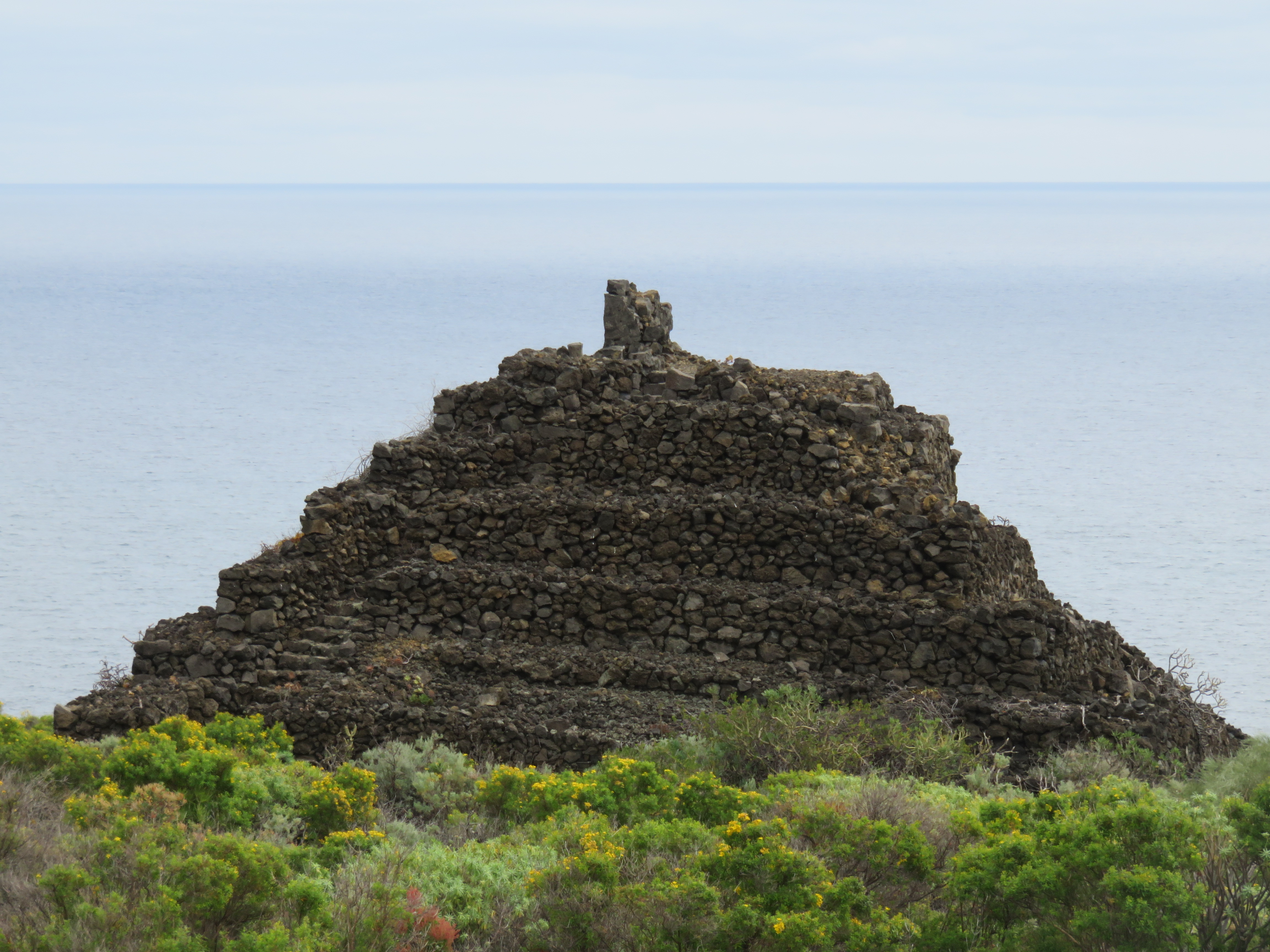
Torre de Vandama

- Torre de VandamaTorre de Vandama: majano de piedras de forma piramidal situado en la zona de Vandama, junto a la carretera del aeropuerto. Debe su nombre al apellido flamenco Van Damme, comerciantes belgas que se instalaron sobre todo en La Palma, Tenerife y Gran Canaria. Aunque existen referencias a las pirámides como lugares sagrados de los benahoaritas, lo más probrable es que esta construcción sea producto del despedregamiento del territorio para aprovechamiento agrícola y posterior amontonado de las piedras.[47][71]

Otros lugares de interés son la Casa de Manuel Fernández de las Casas, la Casa de García Aguiar y Carballo, la Casa de Massieu Van Dalle y Vélez de Ontanilla y la Hoya del Rehielo.

## Cultura

### Instalaciones culturales
- Biblioteca Mauro Fernández Santos.[60]
- Biblioteca del Centro de Formación de Tropa de Canarias (Cefotroca).[73]
- Casa de la Música Felipe López Rodríguez.[74]
- Centro de Artesanía La Carnicería.[75]
- Museo de ciencia Ojos al Cielo.[76]
- Teatro Sociedad Balcón Canario.

### Deporte
El municipio dispone de las siguientes instalaciones para la práctica del deporte:
- Estadio municipal de Breña Baja en San José
- Pabellón polideportivo del IES Las Breñas
- Cancha polideportiva municipal de La Polvacera
- Cancha polideportiva del CEIP San Antonio
- Cancha polideportiva municipal de Vista Alegre
- Parque lúdico-deportivo de El Zumacal
- Parque skate de San Antonio
- Zona deportiva de la playa de Los Cancajos

Entre otros, los clubes deportivos del municipio son:
- La Unión Deportiva La Palma de fútbol, en cuya estructura deportiva ha incluido como filial al Unión Breñas, equipo surgido de la fusión de la Asociación Deportiva Breña Alta y la Unión Deportiva Breña Baja.[78]
- El Club Baloncesto Breña Baja.[79]
- El Club Juventud de Tenis de Mesa.[79]
- El Club Deportivo Los Barbolos de petanca y bola canaria.[80]
- El Club de Bola y Petanca Tanausú.[80]
- El Club Deportivo de Caminantes El Atajo.[79]

### Religión

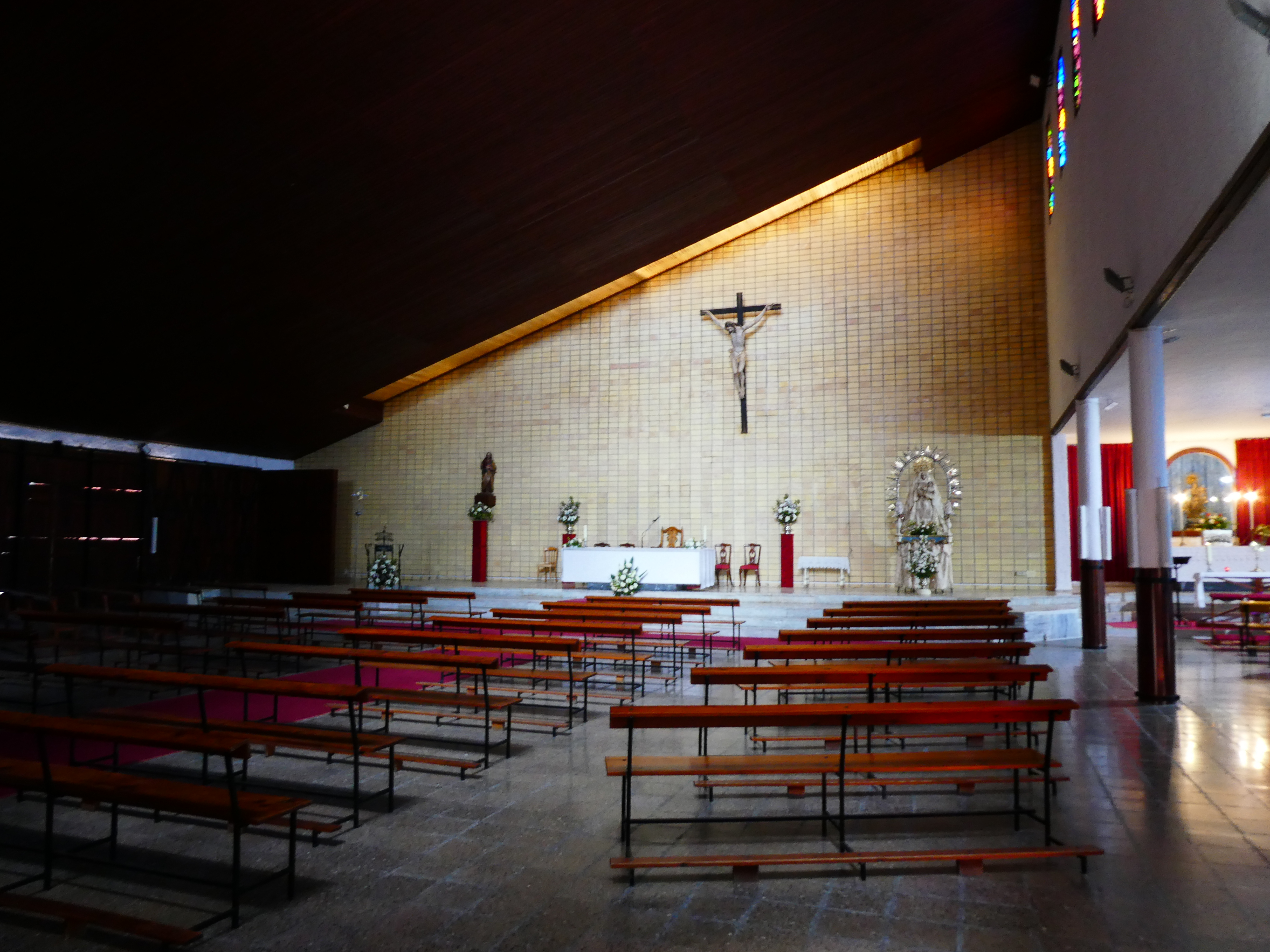
Interior de la iglesia nueva de San José

La población creyente del municipio profesa mayoritariamente la religión católica, estando repartida la feligresía en dos parroquias y una ermita pertenecientes al arciprestazgo de Santa Cruz de La Palma de la diócesis Nivariense.
- Iglesia de San José.
- Iglesia de San Antonio.
- Ermita de Nuestra Señora del Perpetuo Socorro. (aunque la ermita se encuentra en terreno de Breña Baja, la jurisdicción eclesiástica pertenece a Breña Alta por razones históricas).[47]

Los Testigos de Jehová cuentan con un templo en el barrio de San Antonio.

### Fiestas
Las festividades en Breña Baja son manifestaciones sociales que combinan tradición, cultura y entretenimiento, con un fuerte componente religioso y popular. 
Breña Baja fue el primer municipio español en ratificar en pleno la celebración del día de las Madres cada “tercer domingo de mayo”. Fue en mayo de 1936 gracias a la iniciativa de Félix Duarte, concejal, poeta, cronista y emigrante retornado. Buscaba así homenajear a las mujeres del municipio que habían realizado enormes esfuerzos para sacar adelante familias, hogares, cultivos o ganado. Once años más tarde, producto de aquella decisión, Breña Baja recibe la concesión, por parte de la Academia de la Historia, del título de Muy Noble y Honorable Villa. En esta fiesta sus participantes llevan en la solapa una rosa roja si su progenitora está con vida, y rosa blanca si, por el contrario, ha fallecido. También se homenajean a la madre más joven y a la más anciana de la localidad.
Las otras celebraciones del municipio son:
- Fiestas Copatronales de Santa Ana y Santiago Apóstol: celebradas cada julio en San José, son las principales celebraciones de Breña Baja. Estas festividades, que destacan la devoción de la localidad hacia ambos santos, especialmente en un municipio que honra la figura materna, incluyen un extenso programa de actividades religiosas, musicales, lúdicas y deportivas dirigidas a todas las edades, tanto residentes como visitantes. Entre ellas una romería tradicional que une los barrios de San Antonio y San José, donde la vencindad, vestida con trajes típicos, ofrece comida canaria y productos locales. La jornada continúa con la llegada de Santiago Apóstol a la Iglesia de San José, donde se celebra un desfile y baile protagonizado por agrupaciones folklóricas locales y de la Península Ibérica. Además, se celebra la Loa en honor a Santa Ana, acompañada de una novena y misa con procesión de santos, que tiene lugar en la noche del 25 de julio, víspera de su festividad. La jornada culmina con un espectáculo de fuegos artificiales.[85]
- Fiesta de la Santa Cruz: marca el inicio de las Fiestas de Mayo en Breña Baja, celebrándose cada 3 de mayo en honor a la Santa Cruz. La esencia de la festividad comienza la madrugada anterior, con el tradicional enrame de las cruces, un proceso en el que la vecindad embellece las cruces con flores, joyas, telas, o productos naturales como el arroz, la cáscara de huevo, cuerdas de cáñamo, papel, sedas o pigmentos naturales. Cada barrio posee manos artesanas que, pasando de generación en generación, han perdurado en el tiempo. Estas cruces se colocan principalmente en los antiguos caminos reales del municipio, contabilizándose en la actualidad hasta 15 de ellas repartidas por todo el término. Los encargados de esta tradición son los cruceros, personas que, año tras año, mantienen viva esta costumbre que también se extiende a los municipios cercanos de la comarca (Mazo, Breña Alta y Santa Cruz de La Palma). Las cruces no solo son adornos; cada una refleja los deseos, promesas e historias de quienes las preparan. A menudo, detalles mínimos e imperceptibles en las cruces esconden significados de gran valor personal para quienes las cuidan.[86][47]
- Corpus Christi: las alfombras del Corpus Christi en Canarias son una tradición profundamente arraigada, aunque no se conoce con certeza su fecha de origen. En La Palma, fruto de la absorción de influencias externas, la tradición de las alfombras comenzó en las parroquias principales para extenderse luego a otros municipios a medida que se construían nuevos templos. Aunque no existe evidencia concreta, se cree que en Breña Baja esta tradición proviene de las familias nobles rurales, siendo la familia Fierro una de las primeras en vincularse a la tradición, especialmente después de la construcción de las salinas de Los Cancajos en 1815. Se utilizan materiales locales para confeccionar las alfombras, especialmente flores, semillas y sal. En Breña Baja se continúa usando sal coloreada, al igual que en Fuerteventura, Lanzarote y La Gomera.[47]
- Fiestas de San Antonio de Padua: Festejos lúdicos y religiosos del barrio de San Antonio, en torno al 13 de junio.
- Fiestas de la Montaña de La Breña: su gran evento es la "Noche Mágica de las Brujas", en que el lugar se envuelve en una atmósfera encantada con luces y pirotecnia. Este evento popular que comenzó a finales de los años 1990, ha incorporado elementos de la tradición oral, como cuentos y leyendas sobre brujas, lo que le confiere un carácter místico y misterioso único. Además, la fiesta incluye otros actos como carreras de caballos, actuaciones de humor, concentraciones de vehículos históricos, y concursos gastronómicos. También destaca la tradición del alumbrado de la Cruz de La Montaña, que se enciende en la Romería de Santiago Apóstol y Santa Ana, y permanece iluminada hasta el día de la fiesta.[87]
- Fiestas en honor a Nuestra Señora del Perpetuo Socorro: la última gran festividad de verano, incluye una romería típica entre San Antonio y la ermita de El Socorro. Se celebran en el barrio homónimo a finales de agosto.
- Fiesta de Nuestra Señora del Rosario: patrona de Breña Baja, cuya coronación data de 1924. Se celebran en el mes de octubre.